# 23. August
Der 23. August ist der 235. Tag des gregorianischen Kalenders (der 236. in Schaltjahren), somit bleiben 130 Tage bis zum Jahresende.

## Ereignisse

### Politik und Weltgeschehen

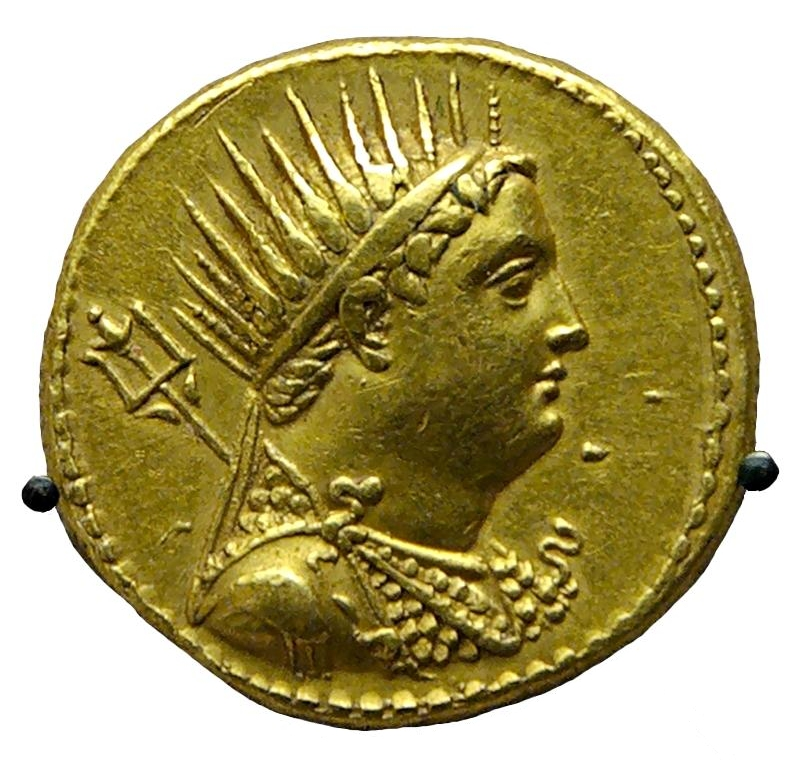
237 v. Chr.: Ptolemaios III.

- 237 v. Chr.: Pharao Ptolemaios III. lässt den Tempel von Edfu nach einem von ihm festgelegten Grundriss bauen.
- 153 v. Chr.: Der römische Konsul Quintus Fulvius Nobilior wird im Spanischen Krieg bei Numantia von Keltiberern überfallen und verliert eine ganze Legion.
- 0476: Der Germanenführer Odoaker erhebt sich gegen den römischen Heermeister Orestes und dessen Sohn, den letzten weströmischen Kaiser Romulus Augustulus.
- 0634: Nach dem Tode Abū Bakrs wird ʿUmar ibn al-Chattāb Kalif.
- 1244: Choresmische Söldner im Dienst der Ayyubiden erobern Jerusalem von den Kreuzfahrern und plündern die Stadt.
- 1268: Der Sieg Karl von Anjous in der Schlacht bei Tagliacozzo besiegelt den Untergang des letzten Staufer-Königs Konradin.

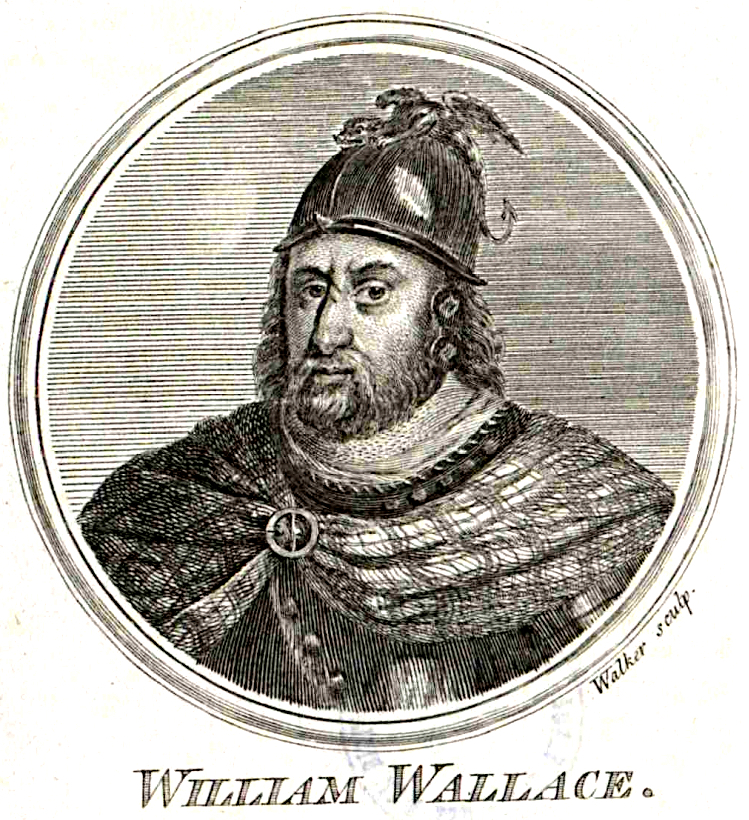
1305: William Wallace

- 1305: Der schottische Nationalheld William Wallace wird in Smithfield bei London öffentlich hingerichtet.
- 1328: In der Schlacht von Cassel werden aufständische Flamen von einem französischen Heer besiegt. Die Grafschaft Flandern gerät in der Folge unter Kontrolle des Königreichs Frankreich.
- 1388: In der Schlacht bei Döffingen unterliegen die Söldner des Schwäbischen Städtebundes den Truppen von Graf Eberhard II. von Württemberg und Ruprecht von der Pfalz. Die Niederlage leitet das Ende der reichspolitischen Bedeutung von Städtebünden ein.
- 1514: In der Schlacht bei Tschaldiran in Ostanatolien erleidet der Safawiden-Schah Ismail I. eine vernichtende Niederlage gegen das Osmanische Reich unter Sultan Selim I.
- 1556: Kaiser Karl V. verzichtet zugunsten seines Sohnes Philipp II. auf den spanischen Thron und zugunsten seines Bruders Ferdinand I. auf die Kaiserwürde im Heiligen Römischen Reich. Letzterem wird diese durch den Kurfürstentag am 26. Februar 1558 übertragen.
- 1645: Im Frieden von Brömsebro einigen sich Dänemark und Schweden gegen Ende des Dreißigjährigen Krieges über eine Einstellung ihrer Kampfhandlungen im Torstenssonkrieg. Gotland wird Teil Schwedens.
- 1784: Kaiser Joseph II. verfügt in der Zeit des Josephinismus das Schließen aller innerörtlichen Friedhöfe in Österreich aus Hygienegründen. Für Bestattungen soll ferner ein Klappsarg eingesetzt werden, doch die Bevölkerung sträubt sich nach kurzer Gültigkeitszeit erfolgreich dagegen.

1793: Tagung im Salle du Manège

- 1791: Beginn des großen Sklavenaufstands in der französischen Kolonie Haiti
- 1793: Der französische Nationalkonvent ordnet die Einführung einer allgemeinen Wehrpflicht (Levée en masse) an.
- 1798: 1.500 französische Soldaten unter General Jean Joseph Amable Humbert landen in Killala zur Unterstützung der Irischen Rebellion von 1798.
- 1810: Während des britischen Mauritiusfeldzuges kommt es zur Seeschlacht von Grand Port.
- 1813: Der Versuch napoleonischer Truppen während der Befreiungskriege Berlin zu erobern, scheitert in der Schlacht bei Großbeeren am Widerstand ihrer preußischen, russischen und schwedischen Gegner.
- 1821: Mexiko erlangt seine Unabhängigkeit von Spanien.
- 1833: In den britischen Kolonien wird die Sklaverei abgeschafft.
- 1839: Großbritannien besetzt Hongkong, um eine Operationsbasis für einen Krieg mit dem Kaiserreich China zu haben.
- 1849: Die Niederschlagung der revolutionären Republik Venedig durch österreichische Truppen markiert den abschließenden Sieg Österreichs über die Märzrevolution in seinen Vasallenstaaten.
- 1862: Zum zweiten Mal innerhalb weniger Tage müssen die überwiegend deutschstämmigen Einwohner von New Ulm (im heutigen Minnesota) einen Angriff von Dakota-Kriegern abwehren. Trotz des Erfolges muss die Stadt am 25. August aufgrund der prekären Gesamtlage aufgegeben werden.
- 1866: Der Frieden von Prag beendet den Deutschen Krieg zwischen Preußen und Österreich. Österreich akzeptiert darin die Auflösung des Deutschen Bundes.
- 1903: Auf ihrem zweiten Parteitag in Brüssel und London bilden sich in der Sozialdemokratischen Arbeiterpartei Russlands die Fraktionen der Bolschewiki und Menschewiki heraus.
- 1914: Japan erklärt dem Deutschen Reich den Krieg.
- 1914: Die Grenzschlachten an den französischen Nordostgrenzen erreichen einen weiteren Höhepunkt als am rechten Heeresflügel die deutsche 1. Armee beim belgischen Mons auf die beiden Armeekorps des Britischen Expeditionskorps trifft.
- 1916: Der verhaftete Karl Liebknecht wird wegen Hochverrats zu vier Jahren und einem Monat Zuchthaus verurteilt. Er hatte am 1. Mai in Berlin eine Antikriegsdemonstration angeführt.
- 1929: In Hebron beginnt das Massaker von Hebron, bei dem insgesamt 67 Juden von Arabern ermordet werden.
- 1939: Unterzeichnung des Hitler-Stalin-Paktes.
- 1942: Einheiten der 6. Armee erreichen die Wolga. Gleichzeitig beginnt mit einem großen Luftangriff die Schlacht von Stalingrad.
- 1943: Truppen der Roten Armee erobern im Rahmen der Belgorod-Charkower Operation die Stadt Charkow (heute Charkiw), um die in den Jahren zuvor bereits mehrfach gekämpft worden war.
- 1944: Zweiter Weltkrieg. Nach einem von König Michael I. angeführten Staatsstreich und der Entmachtung von „Staatsführer“ Ion Antonescu schließt Rumänien mit den Alliierten einen Waffenstillstand.
- 1946: Die Militärregierung der Britischen Besatzungszone löst die preußischen Provinzen in ihrem Zuständigkeitsbereich auf und gründet die Länder Nordrhein-Westfalen, Hannover und Schleswig-Holstein.
- 1958: In den Vereinigten Staaten entsteht nach mehreren schweren Kollisionen im Flugverkehr die Luftfahrtbehörde Federal Aviation Agency.

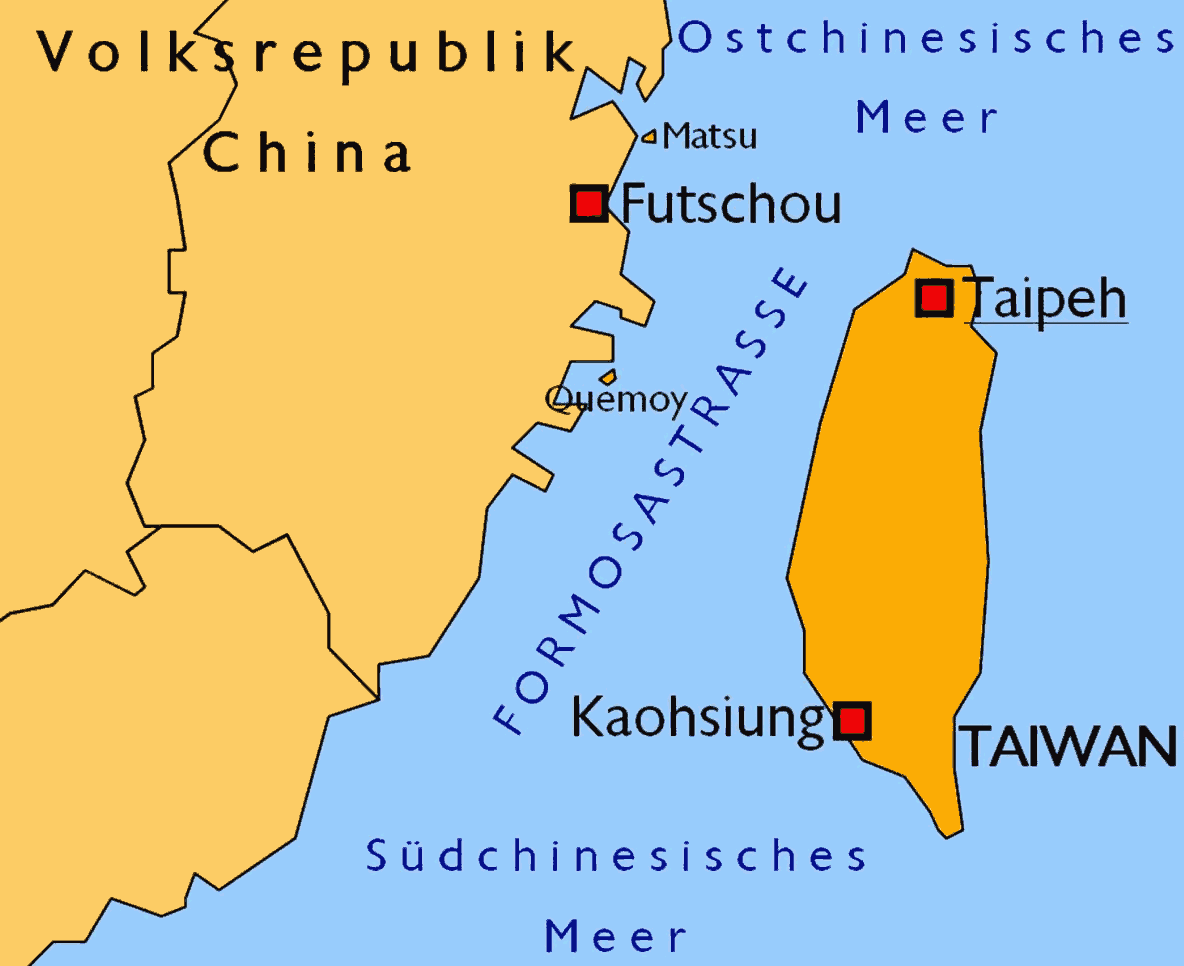
1958: Taiwankonflikt

- 1958: Im Taiwan-Konflikt bricht die zweite Quemoy-Krise aus: Die chinesische Volksbefreiungsarmee beginnt erneut mit einem Bombardement der dem Festland vorgelagerten und von der Republik China kontrollierten Inseln Quemoy und Matsu, das 44 Tage währen wird.
- 1962: Die Regierung in Damaskus erlässt das Gesetzesdekret Nr. 93, wonach eine außerordentliche Volkszählung in der Provinz Djazira zulässig ist. Sie wird am 5. Oktober durchgeführt. In der Folge werden 120.000 Kurden in Syrien zu „Fremden“ erklärt.
- 1973: Augusto Pinochet wird vom chilenischen Präsidenten Salvador Allende als Oberbefehlshaber des Heeres eingesetzt.
- 1977: In der DDR wird der Dissident Rudolf Bahro festgenommen. Das Hamburger Nachrichtenmagazin Der Spiegel hat am Vortag einen Auszug aus Bahros regimekritischen Buch Die Alternative veröffentlicht.
- 1979: Mit der Bombardierung von Sakez beginnt die iranische Armee ihren Angriff auf kurdische Städte.
- 1989: Von Vilnius bis nach Tallinn wird genau 50 Jahre nach dem Stalin-Hitler-Pakt eine Menschenkette gebildet, um den Willen der baltischen Staaten zur Unabhängigkeit von der Sowjetunion zu demonstrieren (Baltische Kette).
- 1990: Die DDR-Volkskammer in Ost-Berlin beschließt mit 294 zu 62 Stimmen (bei sieben Enthaltungen) den Beitritt der DDR zur Bundesrepublik Deutschland gemäß Artikel 23 des Grundgesetzes zum 3. Oktober. Das Parlament folgt in der dramatischen Nachtsitzung einem Antrag von CDU/DA, SPD, FDP und DSU.

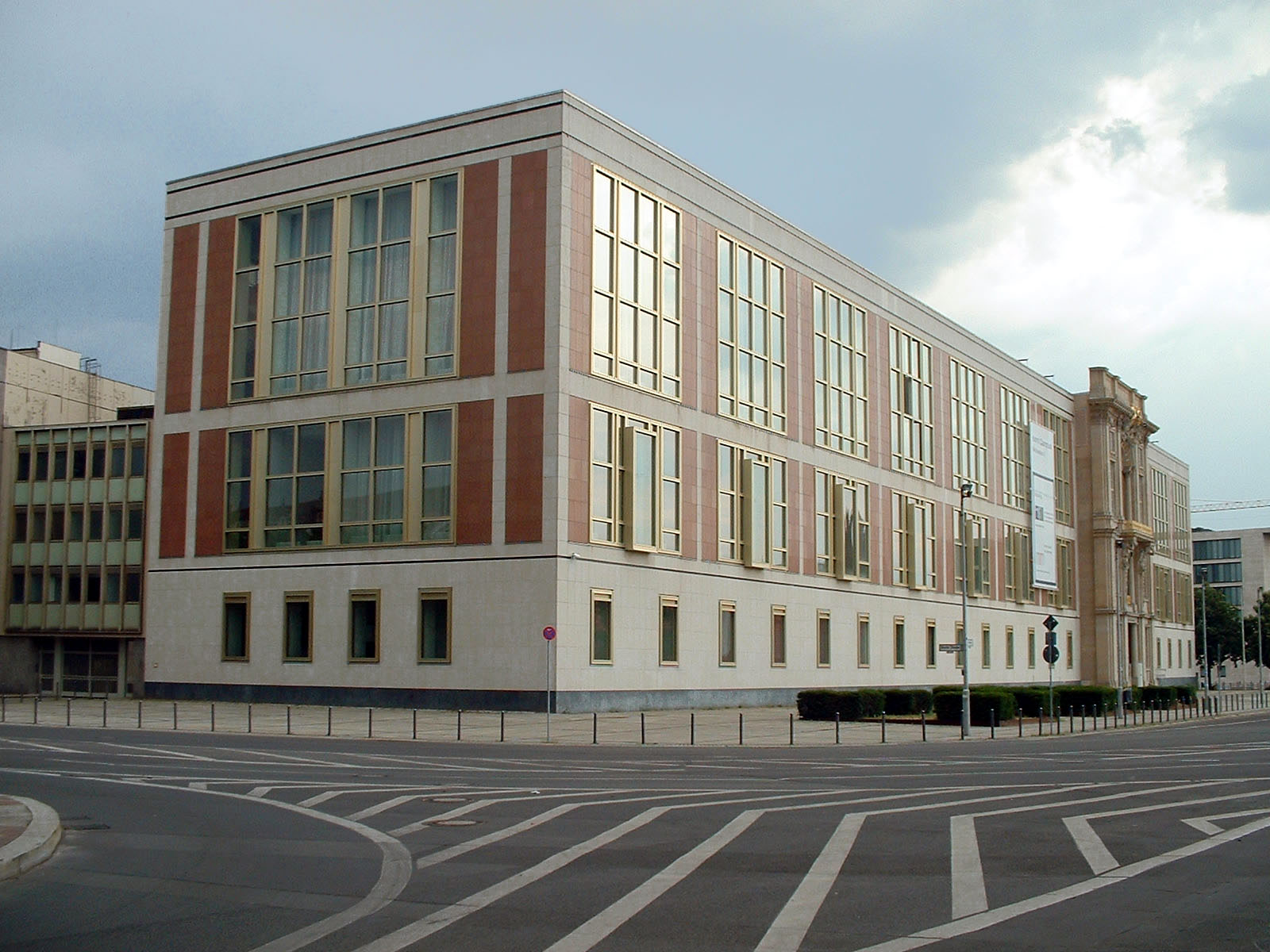
1999: Ehemaliges DDR-Staatsratsgebäude

- 1999: Deutschland wird wieder von Berlin aus regiert: Bundeskanzler Gerhard Schröder nimmt seine Arbeit am neuen Parlaments- und Regierungssitz auf (bis zur Fertigstellung des neuen Kanzleramtes im ehemaligen Staatsratsgebäude der DDR).
- 2002: In Angola wird ein Übereinkommen zwischen der Regierung und der oppositionellen Rebellenorganisation UNITA getroffen, das Lusaka-Protokoll innerhalb von 45 Tagen umzusetzen.
- 2003: Bei einem Angriff von Untergrundkämpfern in der südirakischen Stadt Basra werden drei Angehörige der britischen Militärpolizei getötet. Damit steigt die Zahl der seit dem 1. Mai im Kampf getöteten britischen Soldaten auf elf.

### Wirtschaft
- 1785: Die erste Dampfmaschine nach Bauart von James Watt wird in Deutschland auf dem König-Friedrich-Schacht bei Hettstedt offiziell in Betrieb genommen.

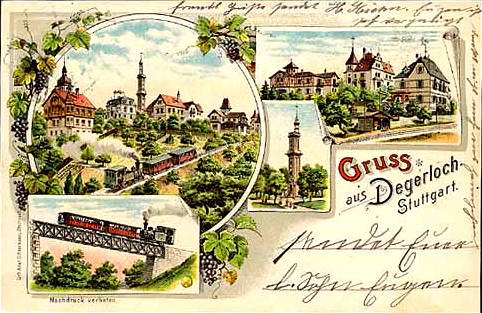
1884: Dampf-Zahnradbahn

- 1884: Die Zahnradbahn Stuttgart–Degerloch, heute Deutschlands einzige im regulären ÖPNV verkehrende Zahnradbahn, wird eröffnet.
- 1887: Großbritannien verlangt im parlamentarisch verabschiedeten Merchandising Marks Act auf allen importierten Industrieprodukten künftig die Angabe des Ursprungslandes; „Made in Germany“ entsteht.
- 1904: Der US-Amerikaner Harry D. Weed erhält ein Patent auf die von ihm erfundenen Schneeketten für Autos.

### Wissenschaft und Technik

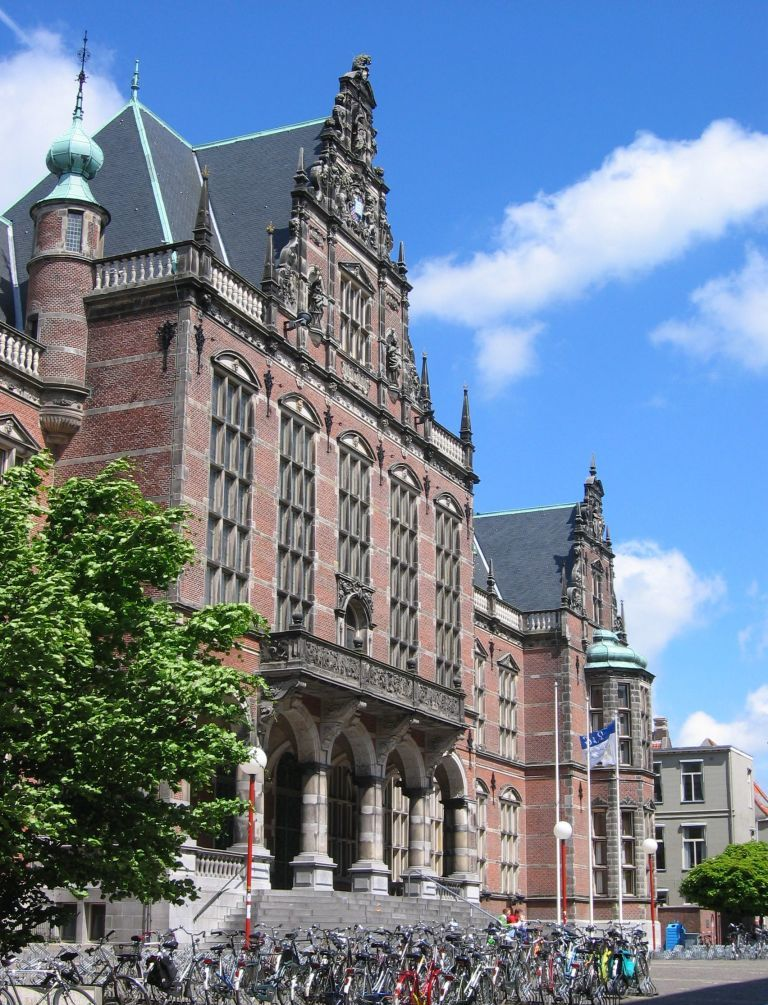
1614: Universität Groningen

- 1614: Die Reichsuniversität Groningen wird gegründet.
- 1910: Die erste offizielle Passagierfahrt eines Luftschiffs in Deutschland findet statt.

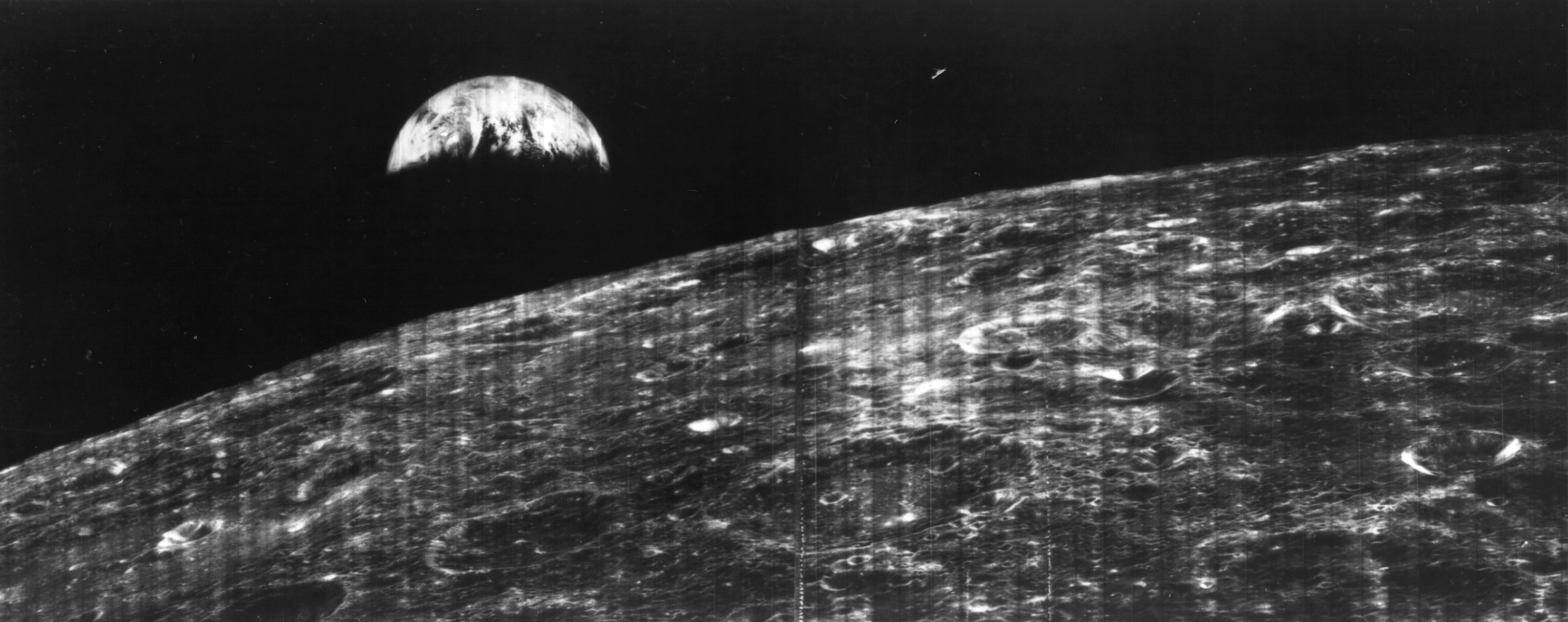
1966: Erster Blick zur Erde

- 1966: Das erste Bild von der Erde, die über dem Mond aufgeht, wird von der Mondsonde Lunar Orbiter 1 zur terrestrischen Bodenstation gefunkt.
- 1976: Am Stausee Lac du Vieux Emosson im Kanton Wallis werden gut erhaltene Fußabdrücke von Dinosauriern entdeckt. Die Spuren sind etwa 250 Millionen Jahre alt.
- 2006: In der chinesischen Provinz Gansu wird der Wushaoling-Eisenbahntunnel in Betrieb genommen. Mit 20,05 Kilometern Länge ist es der zu diesem Zeitpunkt längste Eisenbahntunnel Chinas.

### Kultur
- 1735: Die Uraufführung der Oper Les Indes galantes von Jean-Philippe Rameau findet an der Grand Opéra Paris statt.
- 1769: Die Malerin Adélaïde Labille heiratet im Alter von zwanzig Jahren den Steuerbeamten Guiard.
- 1790: Die Uraufführung der Oper Les Rigueurs du cloître von Henri Montan Berton findet an der Opéra-Comique in Paris statt.

1913: Die kleine Meerjungfrau

- 1913: Im Kopenhagener Hafen wird die Kopie der Skulptur Die Kleine Meerjungfrau des Bildhauers Edvard Eriksen aufgestellt.
- 1929: Der erste österreichische Tonfilm, G'schichten aus der Steiermark, hergestellt mit dem Ottoton-System des Regisseurs Hans Otto Löwenstein, wird in Graz uraufgeführt.
- 1946: In den Kinos der Vereinigten Staaten läuft der Howard-Hawks-Film Tote schlafen fest mit Humphrey Bogart als Detektiv Philip Marlowe an. Die Verfilmung des Romans von Raymond Chandler gilt als Geburtsstunde des Film noir.

### Gesellschaft
- 0217: Am Tag der Vulcanalia bricht im Kolosseum in Rom durch Blitzschlag ein Brand aus, der zur einzigen längeren Unterbrechung in der fast 450 Jahre währenden Nutzung als Arena führt.
- 1927: Die unter der Anklage des Raubmords zu Unrecht verurteilten Sacco und Vanzetti werden in den USA auf dem elektrischen Stuhl hingerichtet; im Juli 1977 werden sie rehabilitiert.
- 1973: Die Kreditbanken, eine Bank am Norrmalmstorg im Zentrum der schwedischen Hauptstadt Stockholm, wird überfallen und vier der Angestellten als Geiseln genommen. Die folgenden Ereignisse führen zur Entstehung des Begriffs Stockholm-Syndrom.
- 2006: Die 18-jährige Natascha Kampusch entkommt nach achteinhalb Jahren Gefangenschaft ihrem Entführer Wolfgang Přiklopil in Niederösterreich.

### Religion

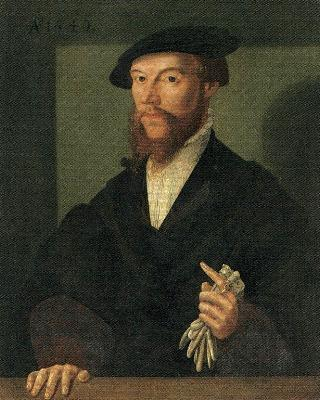
1535: Johannes Calvin

- 1535: Johannes Calvin vollendet die erste Ausgabe der Institutio Christianae Religionis, seines bis 1559 fortlaufend erweiterten theologischen Hauptwerks.
- 1948: Der Weltkirchenrat wird gegründet.

### Katastrophen
- 1950: Der Subansiri-Dammbruch verursacht in Indien eine sieben Meter hohe Flutwelle, die in mehreren Dörfern insgesamt 532 Menschen in den Tod reißt.
- 1976: Bei einem Erdbeben in China werden mehrere tausend Menschen getötet.
- 2000: Während des Landeanflugs stürzt Gulf-Air-Flug 072, ein Airbus A320 der Gulf Air, etwa 3 km vor der Start- und Landebahn von Bahrain ab. Alle 143 Menschen an Bord sterben.

Kleinere Unglücksfälle sind in den Unterartikeln von Katastrophe und in der Liste von Katastrophen aufgeführt.

### Natur und Umwelt
- 2003: Der Ukkusiksalik-Nationalpark wird als vierter Nationalpark des Territoriums Nunavut in Kanada gegründet.

### Sport

2009: Fußball-EM der Frauen (Logo)

- 2009: Mit dem Auftaktspiel Ukraine gegen die Niederlande beginnt im eigens umbenannten Turku-Stadion in Turku, Finnland, die 10. Fußball-Europameisterschaft der Frauen, die bis zum 10. September dauern wird. Erstmals nehmen zwölf statt wie bisher acht Mannschaften an der EM-Endrunde teil.

Einträge von Leichtathletik-Weltrekorden befinden sich unter der jeweiligen Disziplin unter Leichtathletik.
Einträge zu Fußballweltmeisterschaftsspielen finden sich in den Unterseiten von Fußball-Weltmeisterschaft. Das Gleiche gilt für Fußball-Europameisterschaften.

## Geboren

### Vor dem 18. Jahrhundert
- 1388: Eberhard IV., Graf von Württemberg
- 1464: Ludwig von Hanau-Lichtenberg, deutscher Adliger, Graf von Hanau-Lichtenberg
- 1486: Siegmund von Herberstein, österreichischer Diplomat und Begründer der Russlandkunde

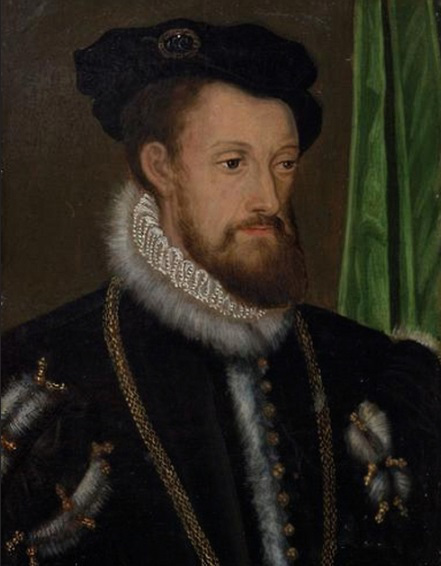
Franz I. (* 1517)

- 1517: Franz I., Herzog von Lothringen
- 1524: Franciscus Hotomanus, französischer Rechtsgelehrter, Philologe und calvinistischer Theologe
- 1573: Theobald Hock, deutscher Agent und Lyriker
- 1580: Michael Kern, deutscher Bildhauer
- 1605: Paul Marquard Schlegel, deutscher Mediziner und Botaniker
- 1624: Anna Elisabeth, Prinzessin von Sachsen-Lauenburg und Landgräfin von Hessen-Homburg
- 1655: Philippe de Bourbon, duc de Vendôme, Herzog von Vendôme, französischer General und Großprior des Malteserordens in Frankreich
- 1666: Franziska Barbara von Weltz, Gräfin von Hohenlohe-Neuenstein und Gräfin von Hohenlohe-Waldenburg-Schillingsfürst
- 1671: Cai Burchard von Ahlefeldt, Gutsherr der Adligen Güter Bystorp, Gut Eschelsmark, Ornum und Stubbe
- 1683: Giovanni Poleni, italienischer Mathematiker und Astronom

### 18. Jahrhundert

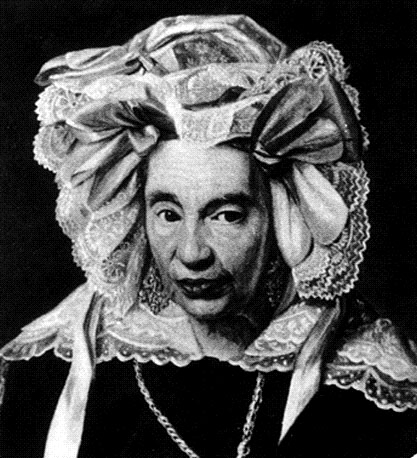
Gutle Rothschild (* 1753)
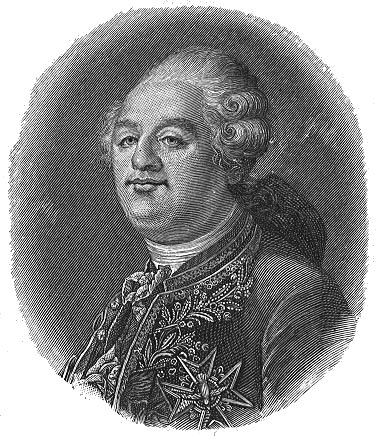
Ludwig XVI. (* 1754)
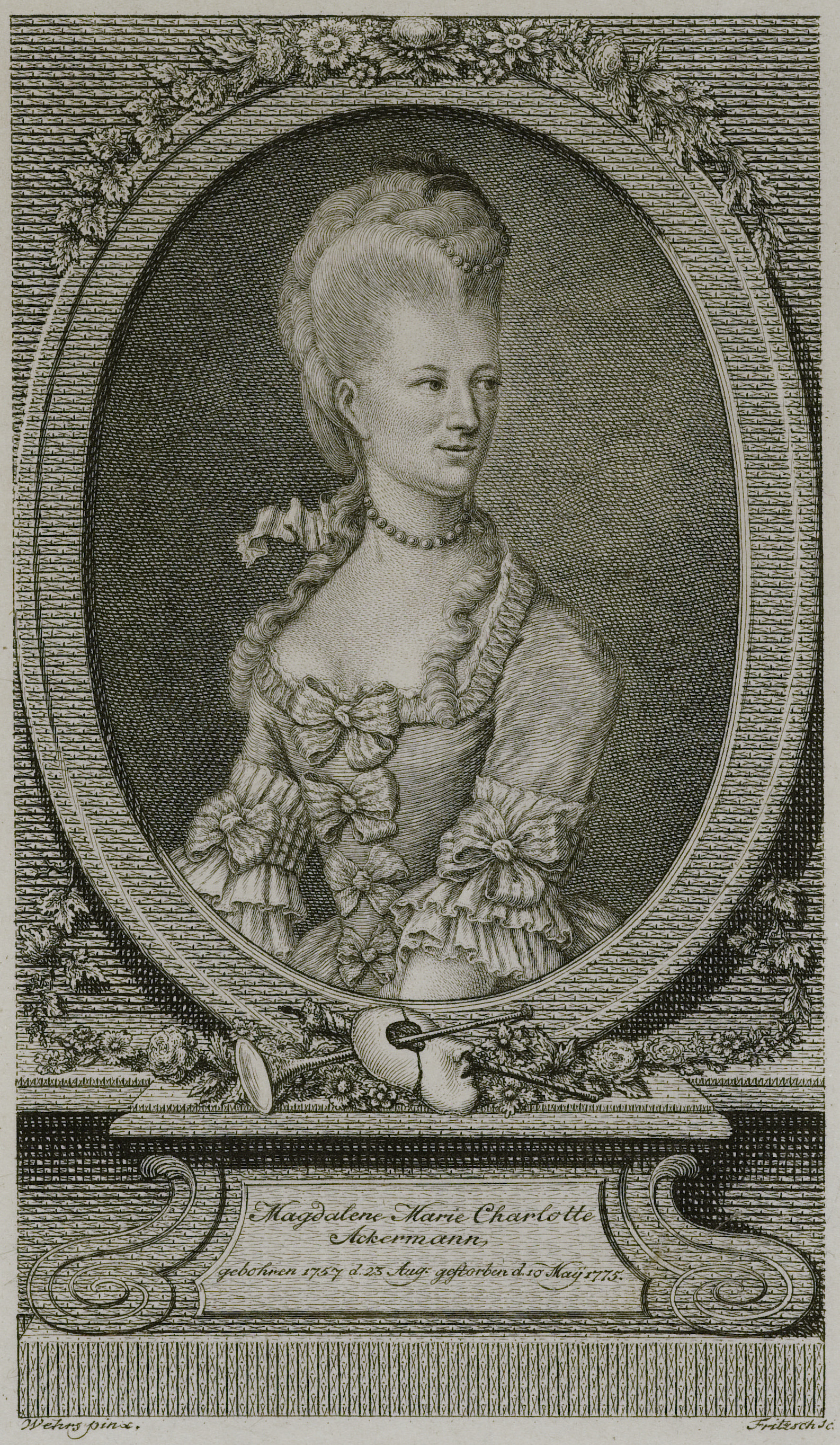
Charlotte Ackermann (* 1757)
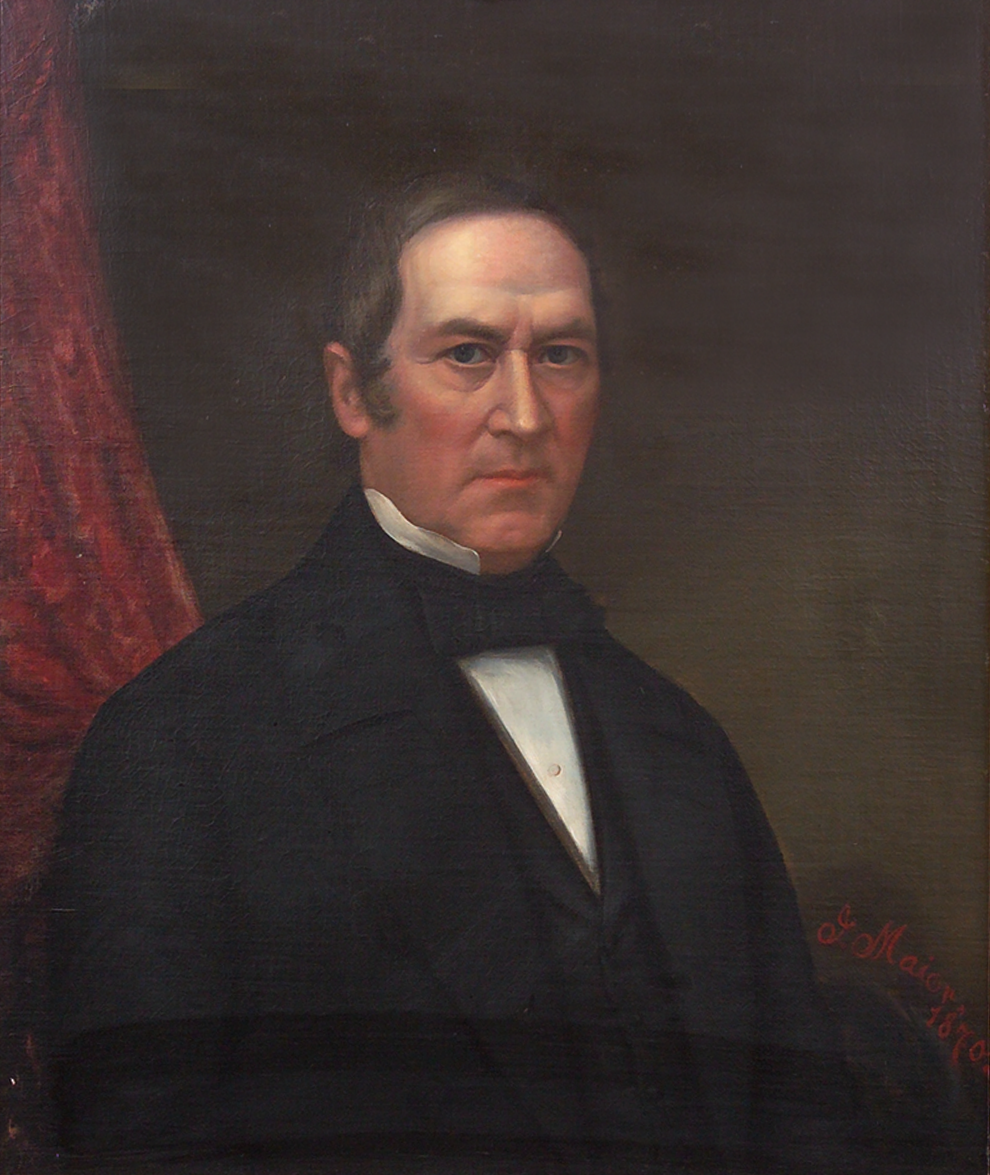
John MacPherson Berrien (* 1781)

- 1701: Franz Karl Eusebius von Waldburg-Friedberg und Trauchburg, Fürstbischof von Chiemsee
- 1722: Ferdinand-Olivier Petitpierre, Schweizer evangelischer Geistlicher
- 1722: Jost Christian zu Stolberg-Roßla junior, Hochadeliger in verschiedenen Militärdiensten
- 1724: Abraham Yates, US-amerikanischer Jurist und Politiker
- 1727: Friedrich Hartmann Graf, deutscher Komponist
- 1730: Abel Seyler, deutscher Schauspieldirektor
- 1740: Iwan VI., russischer Zar
- 1741: Jean-François de La Pérouse, französischer Seefahrer, Weltumsegler und Geograph
- 1751: Nikolaus Simrock, Beethovenfreund und Waldhornist am kurfürstlichen Hof
- 1753: August Maria Raimund zu Arenberg, österreichischer Offizier in französischen Diensten
- 1753: Gutle Rothschild, Ehefrau des Bankiers Mayer Amschel Rothschild
- 1754: Ludwig XVI., König von Frankreich
- 1757: Charlotte Ackermann, deutsche Schauspielerin
- 1760ː Anna Maria Schultheiss, Stammmutter des römischen Adelsgeschlechtes Torlonia, Salonnière
- 1761: Gottlob Ernst Schulze, deutscher Philosoph
- 1762: Johann Samuel Göbel, Kursächsischer Finanzsekretär und Historiker
- 1762: Johann Gruber, deutscher Kaufmann und Politiker
- 1766: Johann Centurius von Hoffmannsegg, deutscher Botaniker, Entomologe und Ornithologe
- 1769: Georges Cuvier, französischer Naturforscher, Begründer der wissenschaftlichen Paläontologie
- 1769: Karl Georg Maaßen, preußischer Jurist, Politiker und Mitinitiator des deutschen Zollvereins
- 1771: Carl Günther von Schwarzburg-Rudolstadt, deutscher Polizeidirektor
- 1773: Jakob Friedrich Fries, deutscher Philosoph
- 1776: Josef Hoëné-Wronski, polnischer Philosoph und Mathematiker
- 1779: Ernst Friedrich Wilhelm Lindig, deutscher Bergbaupionier, Erfinder der Kohlenwäsche
- 1781: Jacob Karsten, deutscher Verwaltungsjurist
- 1781: John MacPherson Berrien, US-amerikanischer Politiker
- 1781: Friedrich Tiedemann, deutscher Anatom und Physiologe
- 1785: Friedrich Ammensdörfer, fränkischer Bierbrauer, Gastwirt und Politiker
- 1785: Oliver Hazard Perry, US-amerikanischer Marineoffizier
- 1790: Carl Friedrich Dieterici, deutscher Statistiker und Nationalökonom
- 1797: Adhémar Jean Claude Barré de Saint-Venant, französischer Mathematiker und Physiker
- 1800: Adolf Asher, deutscher Buchhändler, Antiquar, Verleger und Bibliograph
- 1800: Evangelos Zappas, griechischer Kaufmann und Mäzen

### 19. Jahrhundert

#### 1801–1850
- 1803: Gustave Wappers, belgischer Maler

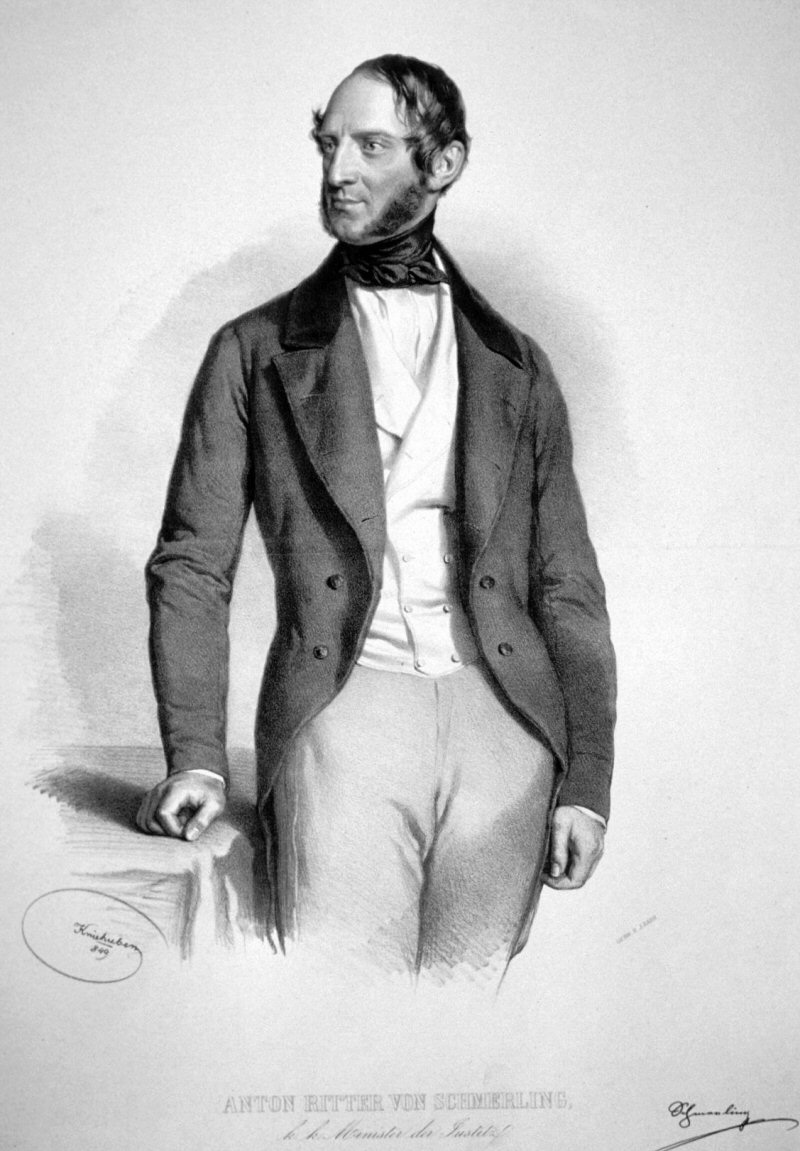
Anton von Schmerling (* 1805)

Viktor Böhmert (* 1829)

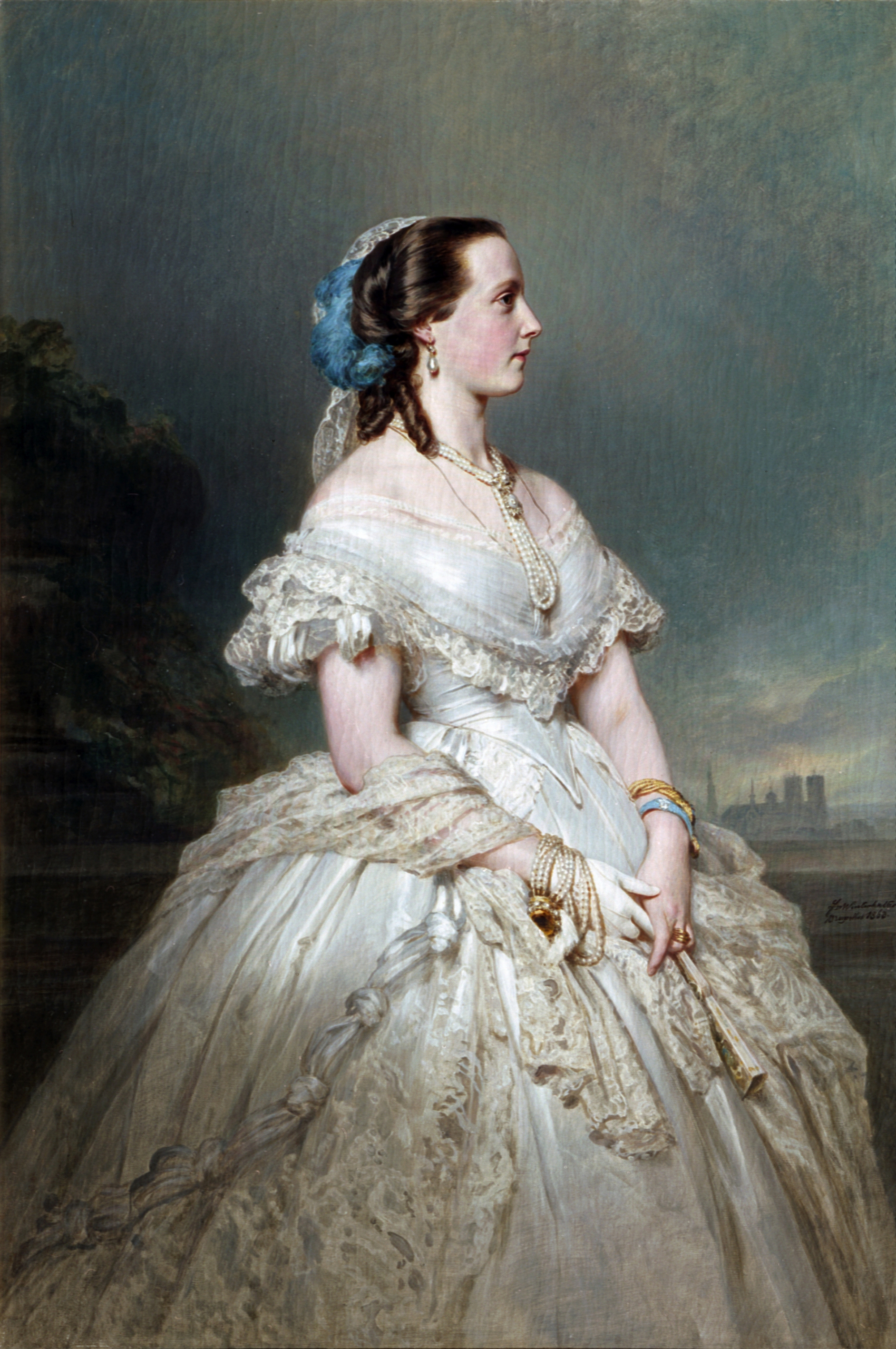
Marie Henriette von Österreich (* 1836)

- 1805: Anton von Schmerling, österreichischer Politiker und Jurist
- 1811: Auguste Bravais, französischer Physiker, Mitbegründer der Kristallographie
- 1813: Rudolf Köpke, deutscher Historiker und Journalist
- 1813: János Simor, ungarischer Kardinal
- 1817: Peter Friedrich Arndt, deutscher Mathematiker
- 1818: Johann Georg Eccarius, deutscher Arbeiteraktivist und Gewerkschafter
- 1818: Wilhelm Rudolf Kutter, deutscher Ingenieur für Wasserbau und Kanalsysteme
- 1820: Adolf Kiepert, deutscher Ökonom und Politiker
- 1822: Gustav Adolf Fricke, deutscher Theologe
- 1822: Peter le Page Renouf, britischer Ägyptologe
- 1829: Viktor Böhmert, deutscher Journalist, Freihändler und Volkswirt
- 1829: Moritz Cantor, erster deutscher Professor für die Geschichte der Mathematik
- 1831: August Lammers, deutscher Politiker, Schriftsteller und Journalist
- 1833: James De Mille, kanadischer Professor für klassische Literatur und Schriftsteller
- 1834: Willem Jan Holsboer, niederländischer Begründer der Rhätischen Bahn und Förderer des Kurortes Davos
- 1836: Marie Henriette von Österreich, österreichische Erzherzogin und ungarische Prinzessin
- 1838: Franz Deym von Střítež, österreichischer Diplomat
- 1840: Gabriel von Max, deutscher Maler
- 1840: Samuel Leopold Schenk, österreichischer Embryologe
- 1842: Osborne Reynolds, britischer Physiker
- 1844: Friedrich Wilhelm Füchtner, deutscher Kunsthandwerker
- 1844: Agnes Willms-Wildermuth, deutsche Schriftstellerin
- 1848: Adolf Boettge, deutscher Militärmusiker
- 1849: William Ernest Henley, britischer Schriftsteller
- 1850: Heinrich Gogarten, deutscher Landschaftsmaler und Vertreter des Symbolismus

#### 1851–1900
- 1851: Cai von Bülow, deutscher Landrat und Gutsbesitzer

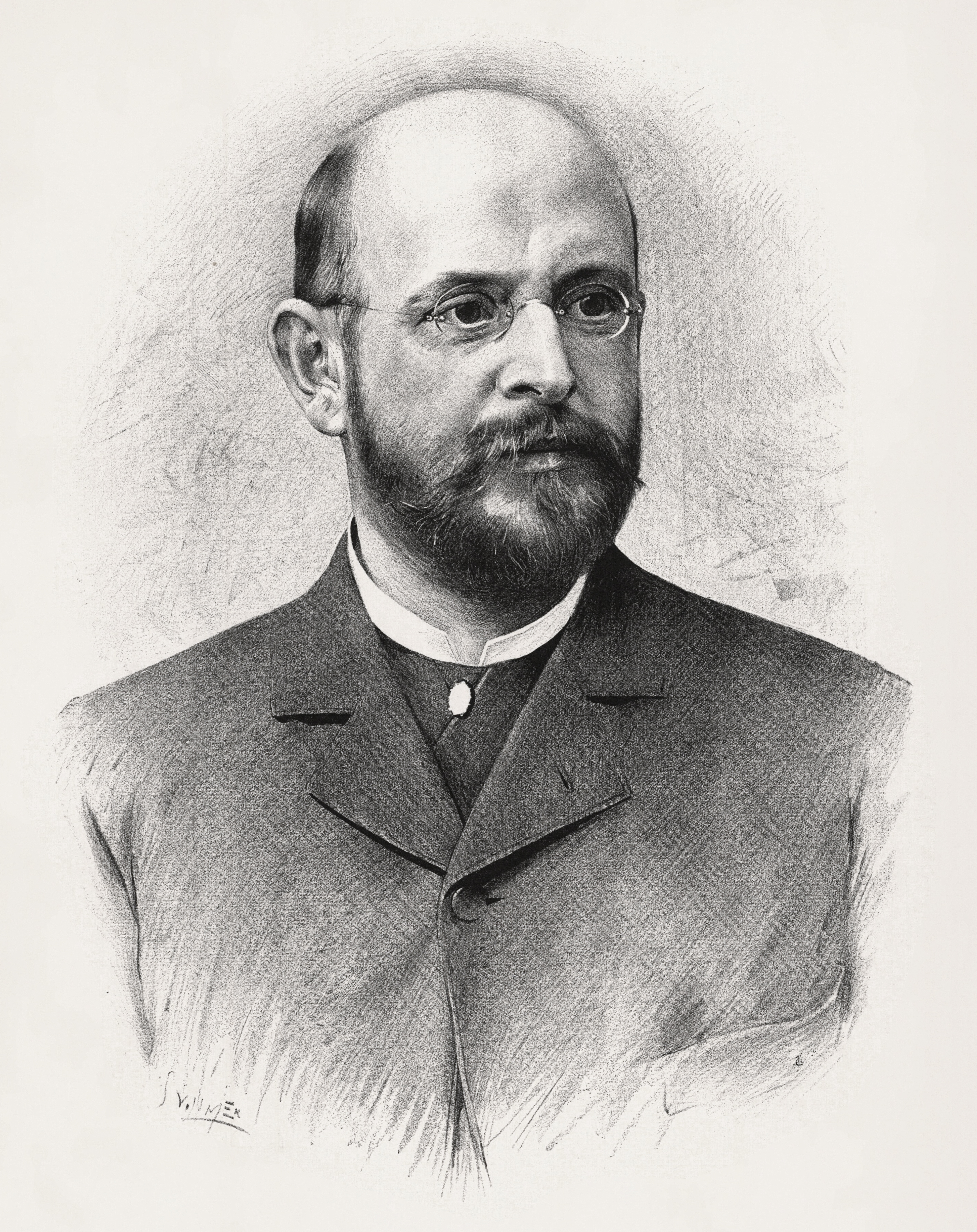
Alois Jirásek (* 1851)

- 1851: Alois Jirásek, tschechischer Schriftsteller und Historiker
- 1852: Ocke Christian Nerong, deutscher Lehrer und schleswig-holsteinischer Heimatforscher
- 1852: Arnold Toynbee, britischer Wirtschaftshistoriker
- 1854: Louis Armand, französischer Höhlenforscher
- 1854: Moritz Moszkowski, deutscher Pianist und Komponist
- 1855: Heinrich Beckurts, deutscher Chemiker und Hochschullehrer
- 1856: Leonti Nikolajewitsch Benois, russischer Architekt
- 1859: Franz Porten, deutscher Opernsänger und Filmregisseur
- 1863: Carl Werckshagen, deutscher Theologe und Pastor, Schriftsteller und Redakteur

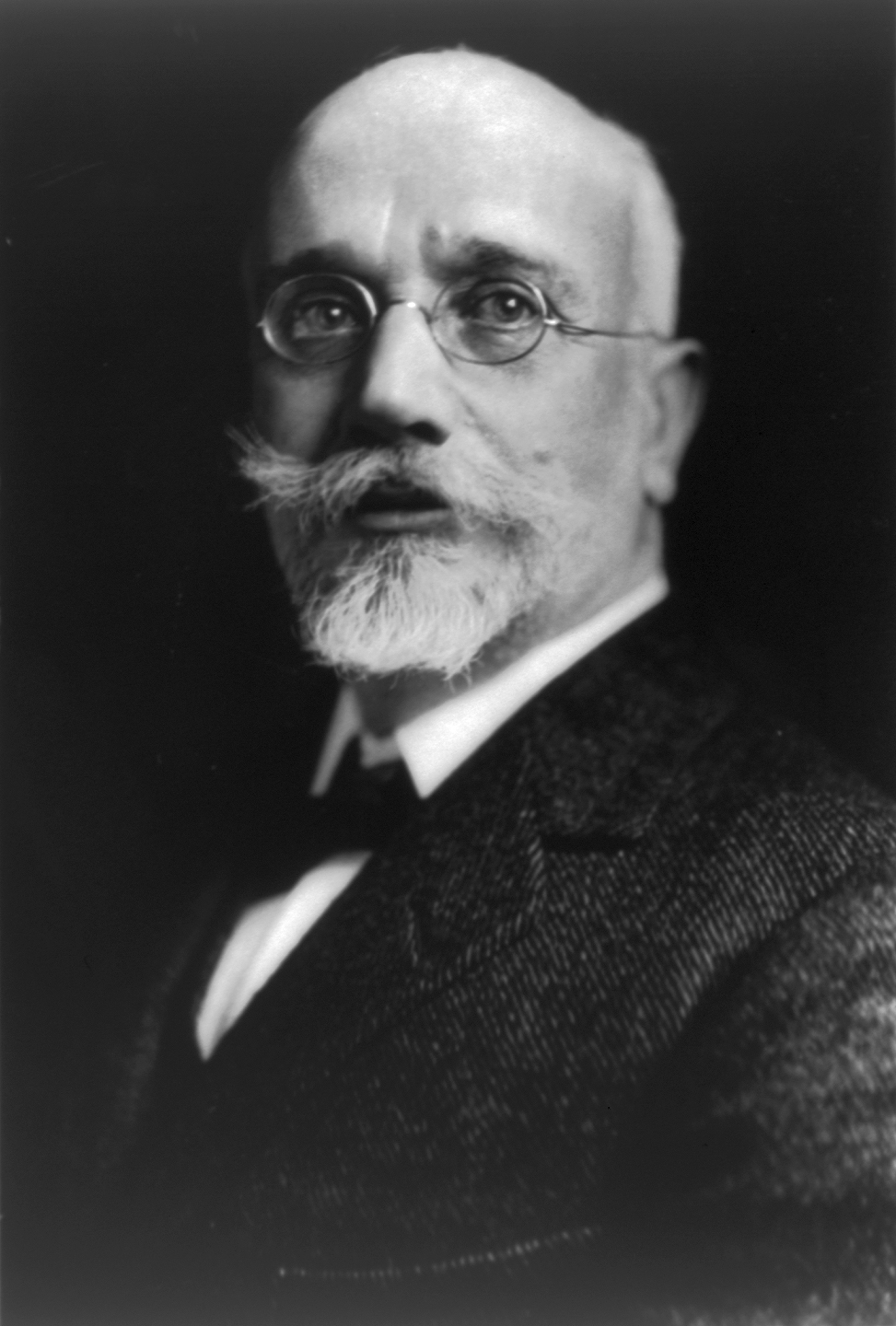
Eleftherios Venizelos (* 1864)

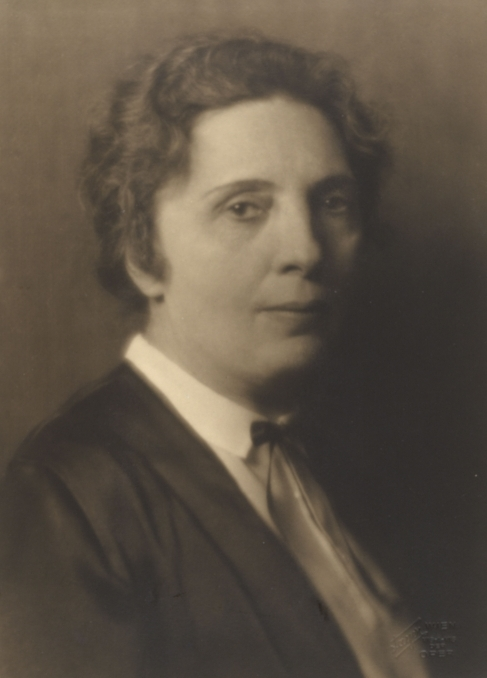
Elsa Bienenfeld (* 1877)

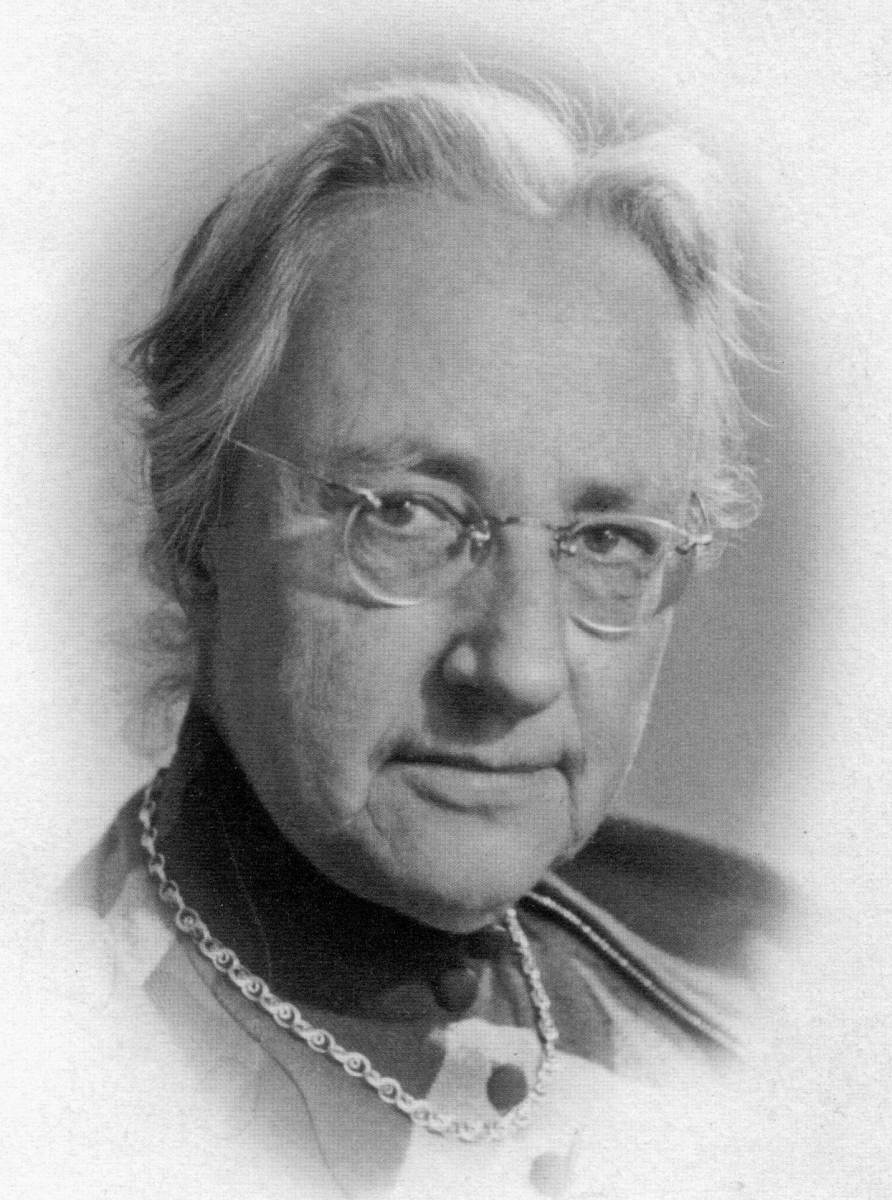
Elisabeth Schmitz (* 1893)

- 1864: Eleftherios Venizelos, griechischer Politiker
- 1865: Bernhard Heising, deutscher Bildhauer
- 1867: Edgar von Wahl, deutsch-baltischer Lehrer, Schöpfer der Plansprache Occidental
- 1868: Paul Otlet, deutscher Pionier des Informationsmanagements
- 1869: William Richardson, US-amerikanischer Sänger
- 1870: Friedrich Auerbach, deutscher Chemiker
- 1870: Friedrich von Esebeck, deutscher General
- 1872: Jaromír Herle, tschechischer Komponist und Chorleiter
- 1872: Elsa Neumann, deutsche Physikerin
- 1875: William Henry Eccles, britischer Physiker
- 1876ː Agnes Cleve-Jonand, schwedische Künstlerin
- 1876: Felix Maria von Exner-Ewarten, österreichischer Meteorologe und Geophysiker
- 1876: William Melville Martin, kanadischer Politiker und Richter
- 1877: Elsa Bienenfeld, österreichische Musikhistorikerin und -kritikerin, Holocaustopfer
- 1883: Jesse Pennington, englischer Fußballspieler
- 1884: Benito García de la Parra, spanischer Komponist und Musikpädagoge
- 1884: Jules Fournier, kanadischer Journalist, Zeitungsverleger, Übersetzer und Essayist
- 1885: Stanislav Ondříček, tschechischer Geiger und Musikpädagoge
- 1886: Gustav Ahlhorn, deutscher Jurist
- 1887: Albert Gutterson, US-amerikanischer Leichtathlet
- 1887: Erich Kühn, deutscher Schriftsteller und Journalist, Theatermann und Politiker
- 1888: Ivar Asbjørn Følling, norwegischer Chemiker und Arzt
- 1888: Erich Gloeden, deutscher Architekt und Widerstandskämpfer
- 1889: Alfred Lichtenstein, deutscher Jurist und Schriftsteller des Expressionismus
- 1889: Louis Villeneuve, französischer Autorennfahrer
- 1890: May Harrison, britische Violinistin
- 1891: Arnold Agatz, deutscher Hafenbauingenieur und Hafenbaudirektor
- 1891: Frederick Lee Hisaw, US-amerikanischer Zoologe und Endokrinologe
- 1893: Elisabeth Schmitz, deutsche evangelische Theologin und Widerstandskämpferin
- 1895: Hans Apel, deutscher Nationalökonom
- 1895: Emil Matthews, deutscher Politiker
- 1896ː Edith Dinkelmann, deutsche Architektin, erste Architekturstudentin an der TH Braunschweig

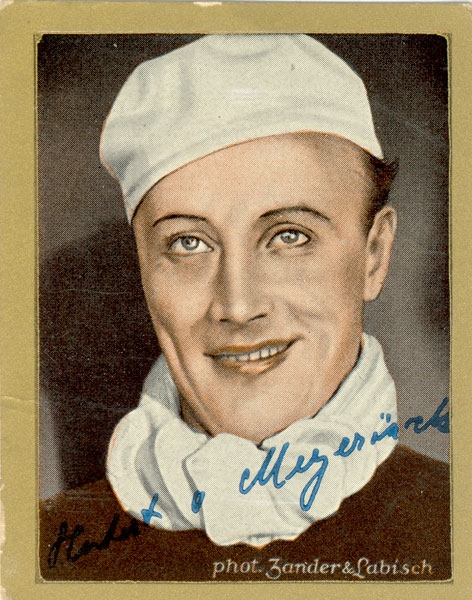
Hubert von Meyerinck (* 1896)

- 1896: Hubert von Meyerinck, deutscher Schauspieler
- 1896: Jacques Rueff, französischer politischer Theoretiker und Wirtschaftsexperte
- 1896: Christian Schiefer, Schweizer Fotograf
- 1898: Adolf Ahrens, deutscher Unternehmer und Politiker
- 1900: Frances Adaskin, kanadische Pianistin
- 1900: Ernst Krenek, österreichischer Komponist
- 1900: Eduard Rhein, deutscher Erfinder, Publizist und Schriftsteller

### 20. Jahrhundert

#### 1901–1925

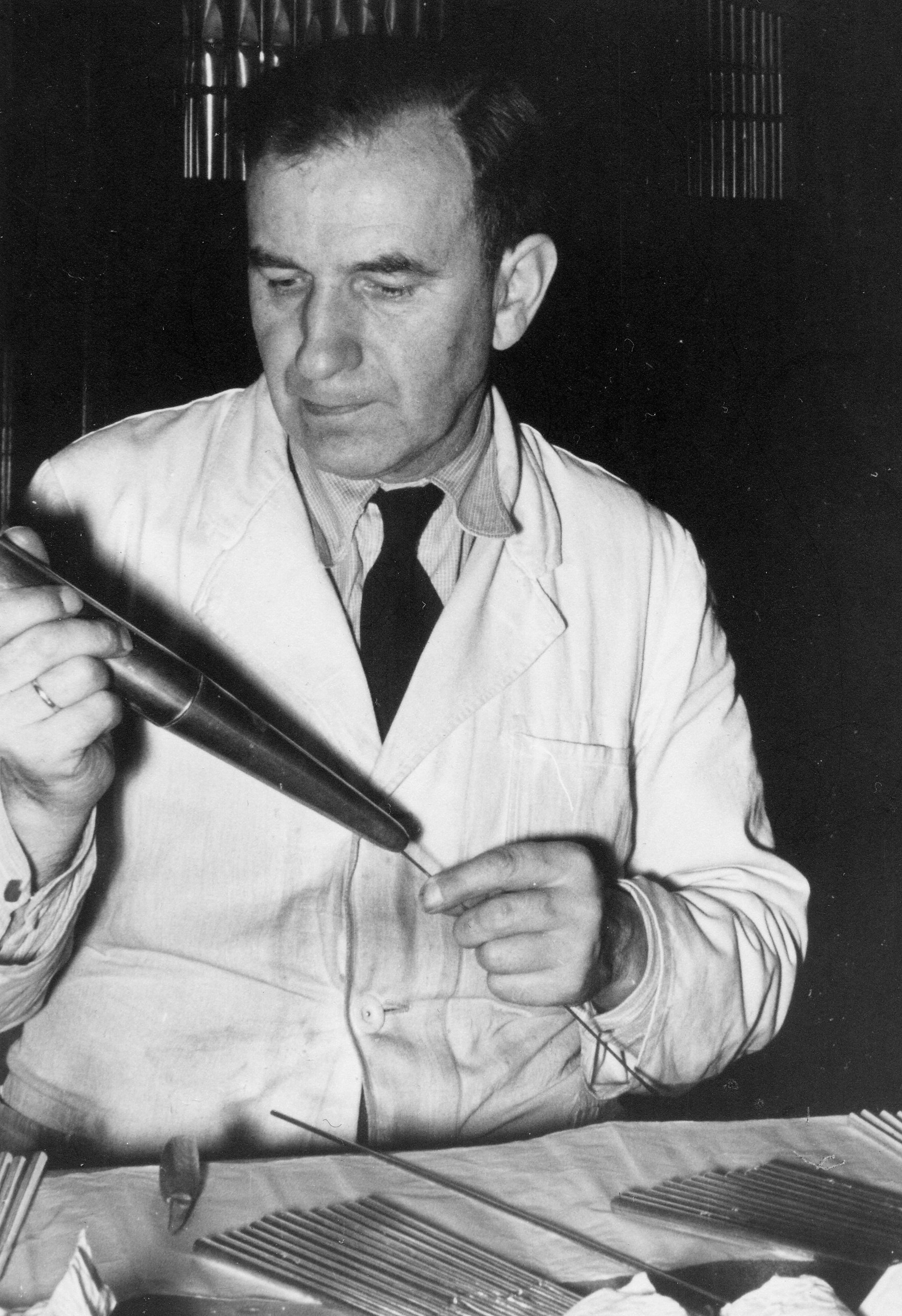
Paul Ott (* 1903)

- 1901: Karl Bechert, deutscher Politiker
- 1901: John Sherman Cooper, US-amerikanischer Politiker
- 1901: Werner Hassenpflug, deutscher Ministerialbeamter und Eisenbahner
- 1902: Erich Clar, deutscher Chemiker
- 1903: Walter Linse, deutscher Jurist
- 1903: Paul Ott, deutscher Orgelbauer

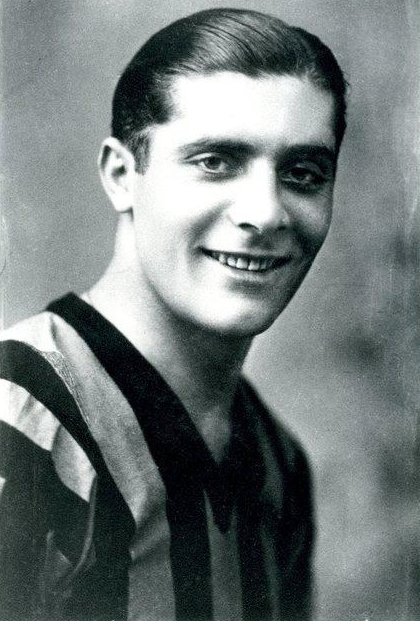
Giuseppe Meazza (* 1910)

- 1905: Phyllis King, britische Tennisspielerin
- 1905: Constant Lambert, britischer Komponist
- 1906: Johannes Thümmler, deutscher SS-Obersturmbannführer und Oberregierungsrat
- 1907: Ludwig Hoelscher, deutscher Cellist
- 1908: Arthur Adamov, französisch-russischer Dramatiker
- 1908: Heinrich Drerup, deutscher Archäologe
- 1909: Lisa Fittko, österreichische Schriftstellerin und Widerstandskämpferin
- 1909: Fritz Spiesser, deutscher Schriftsteller
- 1910: Giuseppe Meazza, italienischer Fußballspieler und -trainer

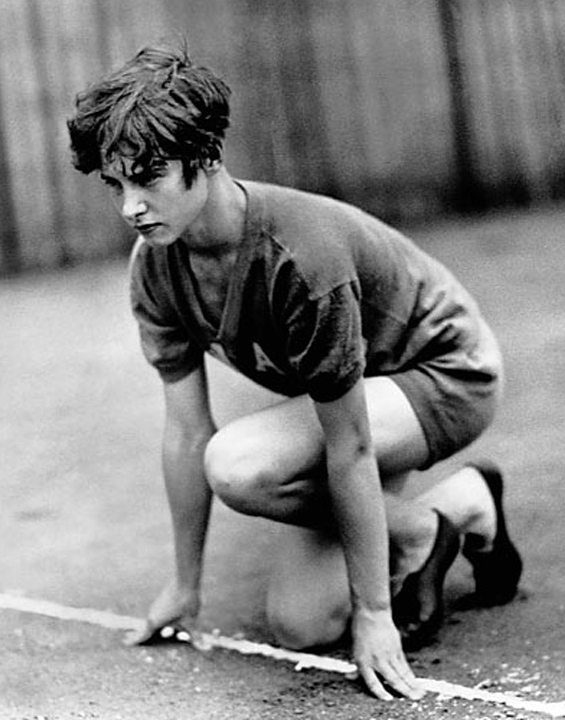
Betty Robinson (* 1911)

- 1910: Alfons Maria Stickler, österreichischer Kardinal der römisch-katholischen Kirche
- 1911: Birger Ruud, norwegischer Skispringer
- 1911: Betty Robinson, US-amerikanische Sprinterin, Olympiasiegerin
- 1911: Hilda Kuper, simbabwische Anthropologin
- 1912: Alexei Iwanowitsch Sudajew, russischer Erfinder
- 1912: Gene Kelly, US-amerikanischer Schauspieler und Tänzer
- 1912: Igor Trubezkoi, französischer Sportler russischer Abstammung
- 1913: Bob Crosby, US-amerikanischer Sänger und Big-Band-Leiter
- 1914: Siegfried Sommer, deutscher Chronist und Journalist
- 1915: Antonio Innocenti, italienischer Kurienkardinal der römisch-katholischen Kirche
- 1915: Paul Schneider-Esleben, deutscher Architekt
- 1916: Maxi Böhm, österreichischer Schauspieler und Kabarettist
- 1917: Itō Keiichi, japanischer Schriftsteller
- 1917: Tex Williams, US-amerikanischer Country-Sänger und Band-Leader
- 1918: Gustav Kaufmann, Liechtensteiner Sportschütze
- 1919: Dries van der Lof, niederländischer Autorennfahrer
- 1920: Ayukawa Nobuo, japanischer Schriftsteller und Literaturkritiker
- 1920: Leo Marini, argentinischer Sänger

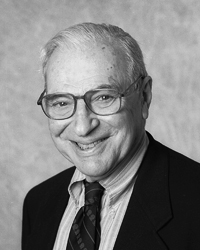
Kenneth Arrow (* 1921)

- 1921: Kenneth Arrow, US-amerikanischer Ökonom
- 1921ː Nina Müller, Opfer des Holocaust
- 1921: Franco Ossola, italienischer Fußballspieler
- 1922: Roland Bugatti, französisch-italienischer Automobilfabrikant und Ingenieur
- 1922: Inge Deutschkron, israelische Journalistin und Autorin
- 1922: Roland Dumas, französischer Politiker
- 1923: Edgar F. Codd, britischer Mathematiker und Datenbankforscher
- 1923: Leo Leandros, griechischer Komponist, Sänger, Texter und Produzent
- 1924: Ephraim Kishon, israelischer Satiriker, Journalist und Regisseur
- 1924ː Madeleine Riffaud, französische Dichterin, Journalistin, Kriegsberichterstatterin, Mitglied der Résistance
- 1924: Robert M. Solow, US-amerikanischer Ökonom
- 1925: Milan Machovec, tschechischer Philosoph und Dissident
- 1925: Jean Kerguen, französischer Autorennfahrer und Unternehmer
- 1925: Włodzimierz Kotoński, polnischer Komponist
- 1925: Sulchan Zinzadse, georgischer Komponist und Cellist

#### 1926–1950

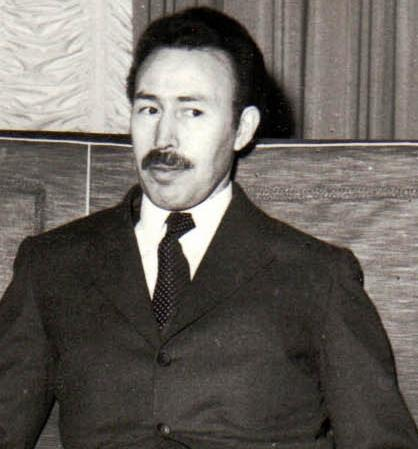
Houari Boumedienne (* 1927)

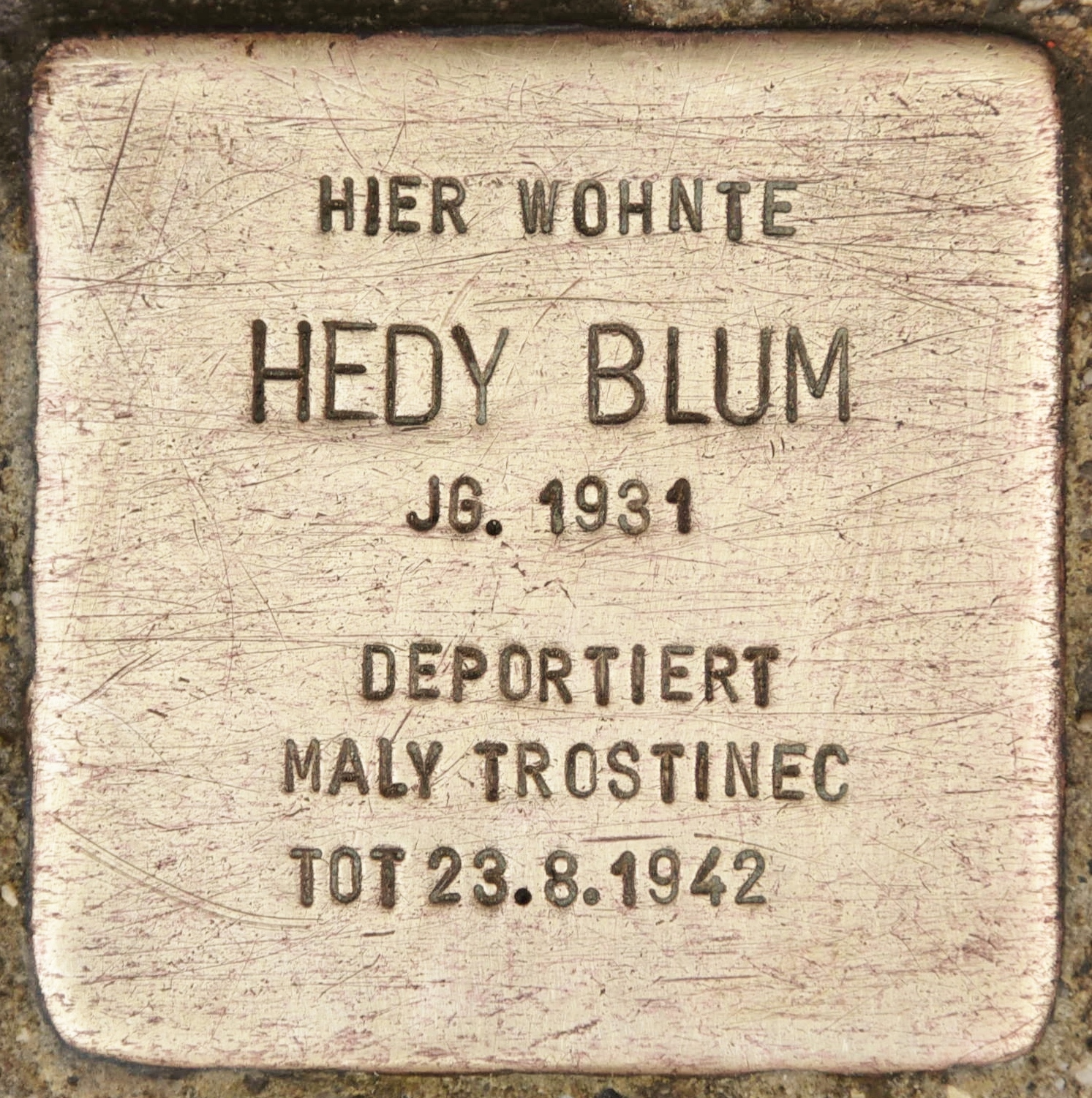
Stolperstein für Hedy Blum (* 1931)

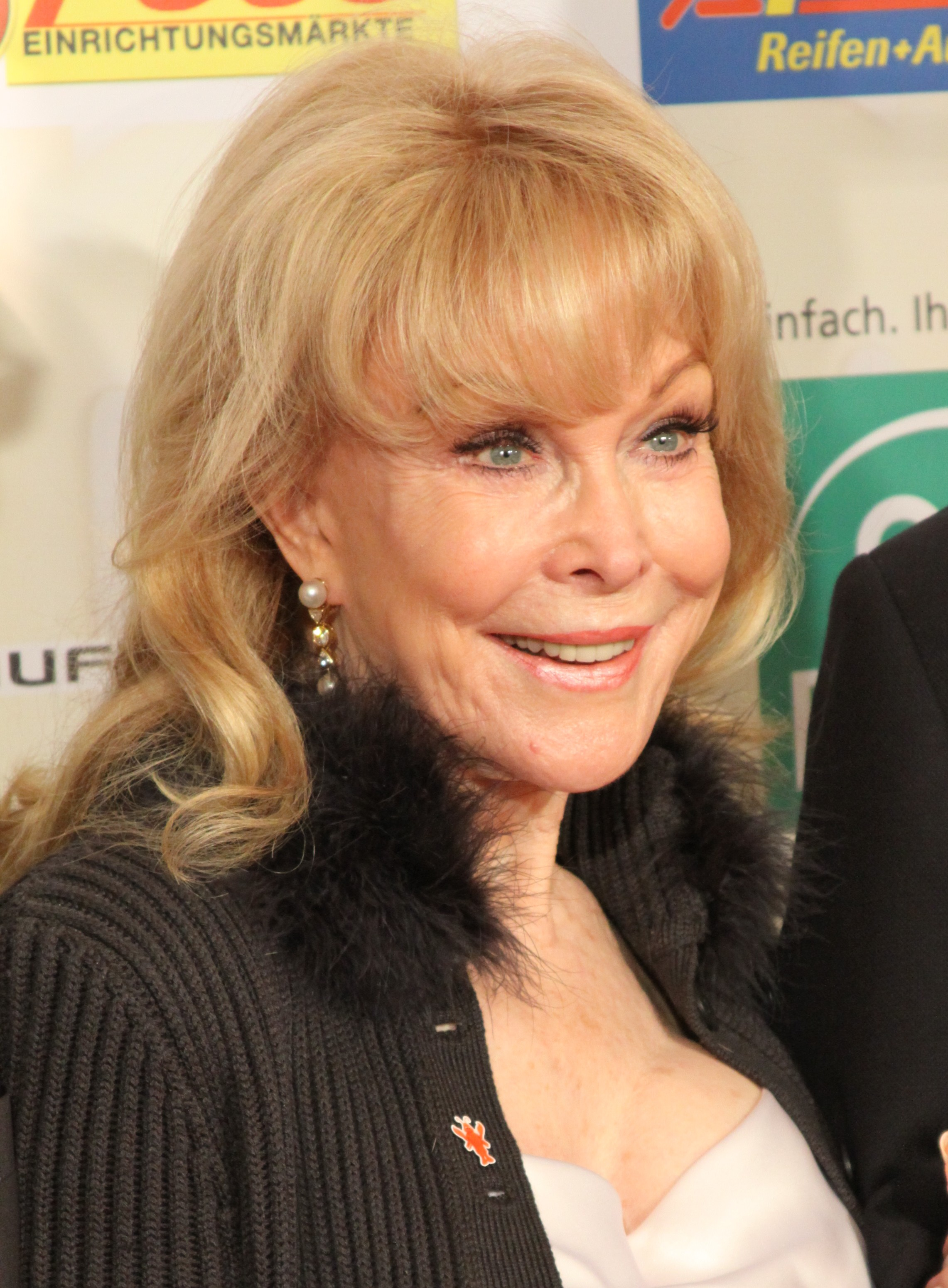
Barbara Eden (* 1931)

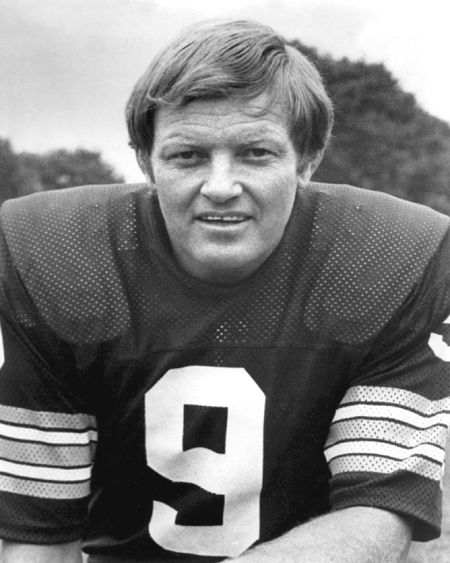
Sonny Jurgensen (* 1934)

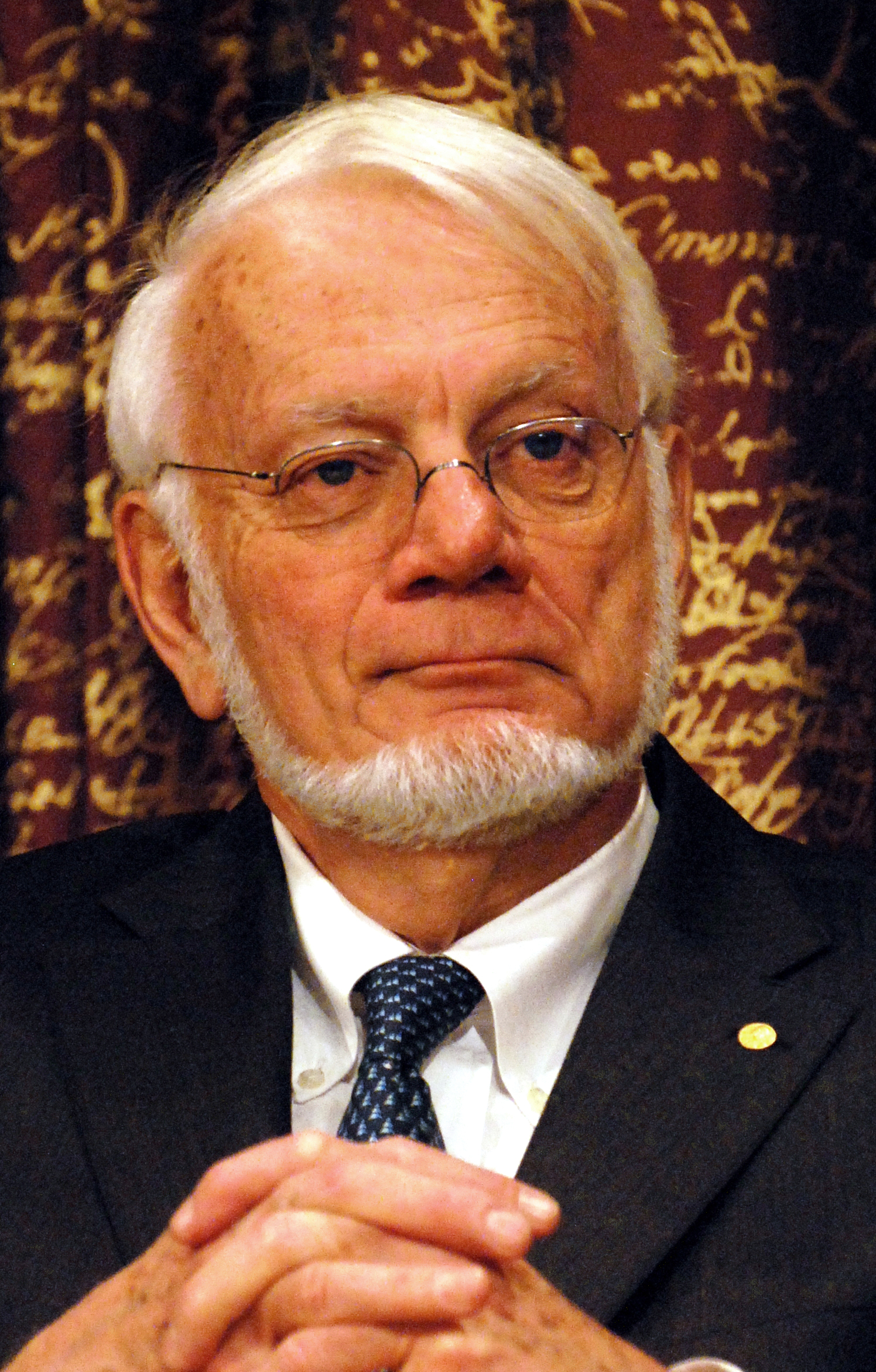
Thomas A. Steitz (* 1940)

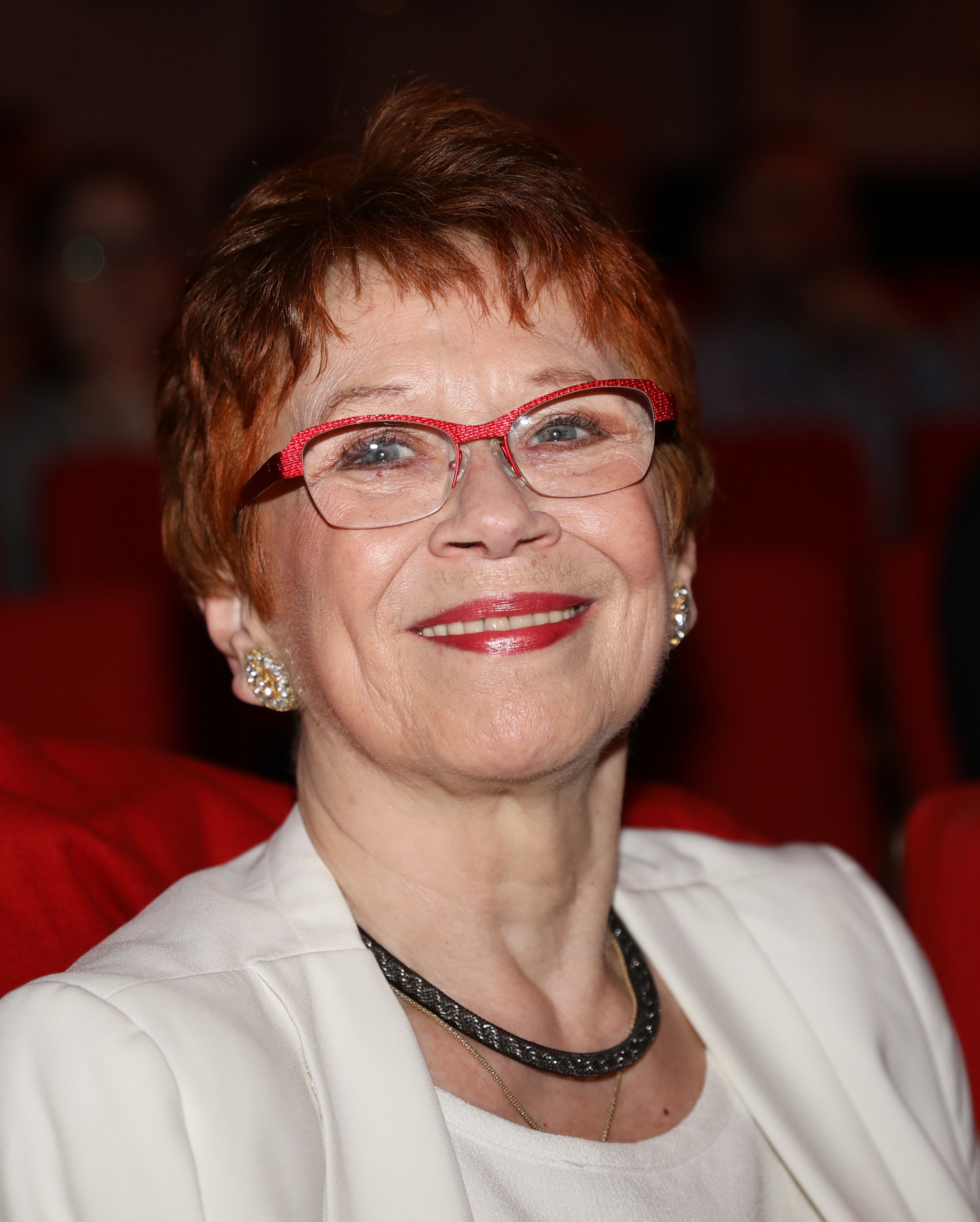
Lotti Krekel (* 1941)

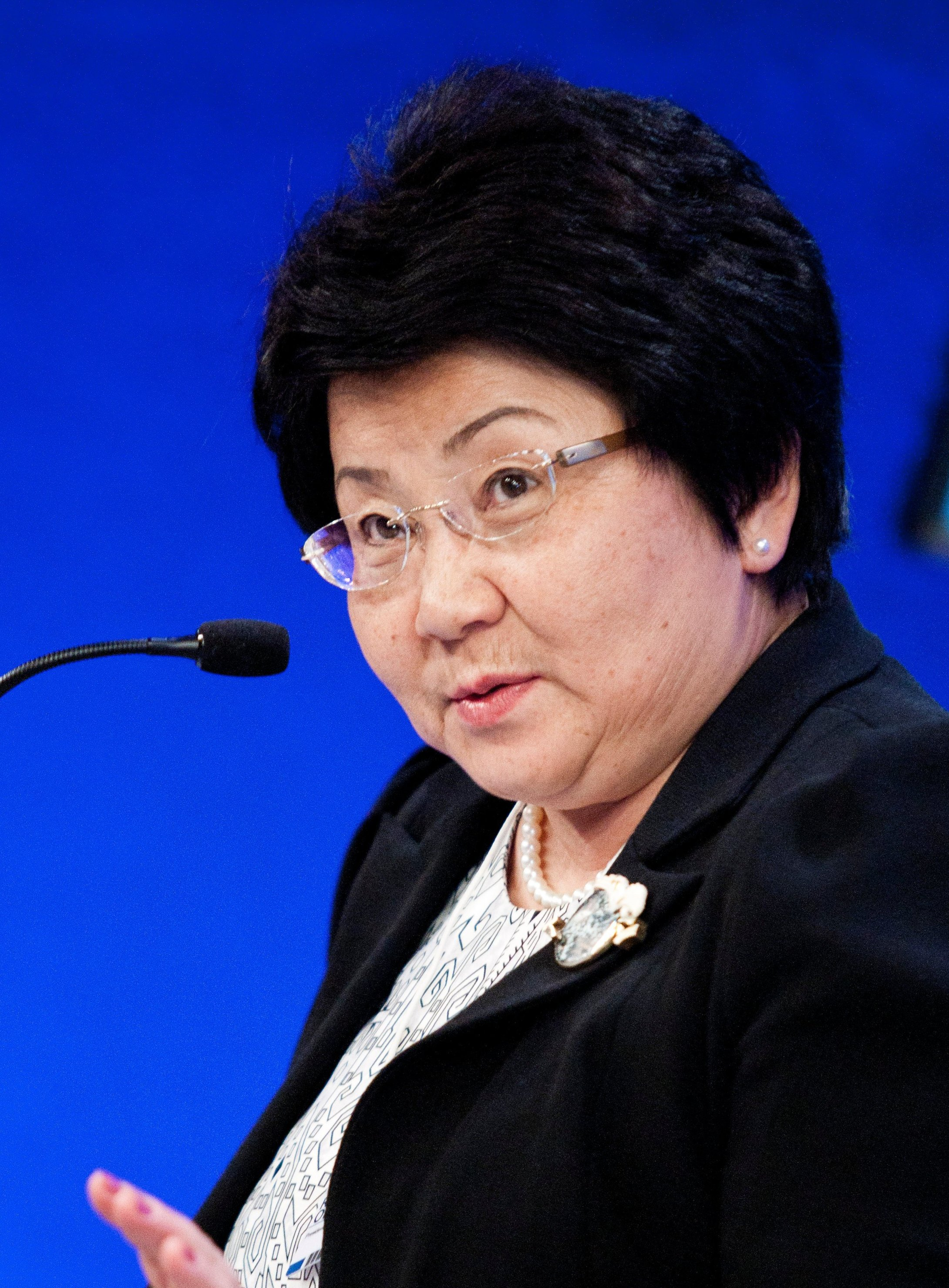
Roza Otunbayeva (* 1950)

- 1926: Clifford Geertz, US-amerikanischer Ethnologe
- 1927: Houari Boumedienne, algerischer Politiker und Staatschef
- 1927: Allan Kaprow, US-amerikanischer Künstler und Kunsttheoretiker der Aktionskunst
- 1927: Martial Solal, französischer Jazzpianist und Komponist
- 1927: Walter Giller, deutscher Schauspieler
- 1927: Peter Wyngarde, britischer Schauspieler
- 1928: Gerd Natschinski, deutscher Komponist und Dirigent
- 1928: Ambros Uchtenhagen, Schweizer Suchtexperte
- 1928: Hermann Weber, deutscher Historiker und Politikwissenschaftler
- 1929: Peter Thomson, australischer Profigolfer
- 1929: Vera Miles, US-amerikanische Schauspielerin
- 1929: Zoltán Czibor, ungarischer Fußballspieler
- 1930: Heinrich Bierling, deutscher Skirennläufer
- 1930: Joanne Hewson, kanadische Skirennläuferin
- 1930: Edmund Koller, deutscher Bobfahrer
- 1930: Michel Rocard, französischer Politiker
- 1931ː Hedy Blum, österreichische Schülerin und Opfer des Holocaust
- 1931: Barbara Eden, US-amerikanische Schauspielerin
- 1931: Hamilton Othanel Smith, US-amerikanischer Biochemiker
- 1932: Rolf von der Laage, deutscher Journalist und Sportfunktionär
- 1932: Jack Earls, US-amerikanischer Rockabilly-Musiker
- 1933: Manfred Donike, deutscher Radsportler und Chemiker
- 1933: Pete Wilson, US-amerikanischer Politiker aus Kalifornien
- 1934: Carlos Amigo Vallejo, spanischer Erzbischof von Sevilla und Kardinal
- 1934: Flavio Emoli, italienischer Fußballspieler
- 1934: Heinz Dohmen, deutscher Architekt und Dombaumeister
- 1934: Sonny Jurgensen, US-amerikanischer American-Football-Spieler
- 1934: Raul de Souza, brasilianischer Jazz-Posaunist und Bandleader
- 1935: Loren Rush, US-amerikanischer Komponist und Pianist
- 1936: Henry Lee Lucas, US-amerikanischer Serienmörder
- 1936: Rudy Lewis, US-amerikanischer R&B-Sänger
- 1937: Hermann A. Griesser, österreichischer Journalist
- 1938: Roger Greenaway, britischer Sänger und Songwriter
- 1938: Susan Hoffman, US-amerikanische Schauspielerin
- 1939ː Celestina Casapietra, italienische Sopranistin
- 1939: Edward Linde-Lubaszenko, polnischer Schauspieler
- 1939: Gregor Woschnagg, österreichischer Diplomat
- 1940: Vicki Brown, britische Sängerin
- 1940: Roland Muhlen, US-amerikanischer Kanute
- 1940: Thomas A. Steitz, US-amerikanischer Molekularbiologe und Biochemiker, Nobelpreisträger
- 1941: Hermann Auernhammer, deutscher Professor für Technik in Pflanzenbau und Landschaftspflege
- 1941: Hans-Dieter Diehl, deutscher Fußballspieler
- 1941: Lotti Krekel, deutsche Schauspielerin und Sängerin
- 1942: Nancy Richey, US-amerikanische Tennisspielerin
- 1942: Jürg Stenzl, Schweizer Musikwissenschaftler, Autor und Hochschullehrer
- 1943: Donald Kalpokas, Politiker aus Vanuatu
- 1943: Pino Presti, italienischer Bassist, Arrangeur, Komponist, Orchesterleiter und Musikproduzent
- 1944: Gustav Ernst, österreichischer Schriftsteller
- 1944: Thomas Frey, österreichischer Schauspieler
- 1945: Carmen-Maja Antoni, deutsche Schauspielerin
- 1945: Hans Heinrich Coninx, Schweizer Verleger
- 1945ː Patti McGee, US-amerikanische Profiskateboarderin
- 1945: Bob Peck, britischer Film- und Theaterschauspieler
- 1946: Keith Moon, britischer Musiker (The Who)
- 1947: Susanne Beck, deutsche Schauspielerin und Hörspielsprecherin
- 1947: Terje Rypdal, norwegischer Gitarrist und Komponist
- 1949: William Lane Craig, US-amerikanischer evangelikaler Theologe und Philosoph
- 1949: Rick Springfield, australischer Musiker und Schauspieler
- 1949: Leslie Van Houten, US-amerikanische Kriminelle, Mitglied der „Manson Family“
- 1950: Luigi Delneri, italienischer Fußballspieler und -trainer
- 1950: Rosa Otunbajewa, kirgisische Politikerin, Staats- und Regierungschefin, UN-Sonderbeauftragte

#### 1951–1975

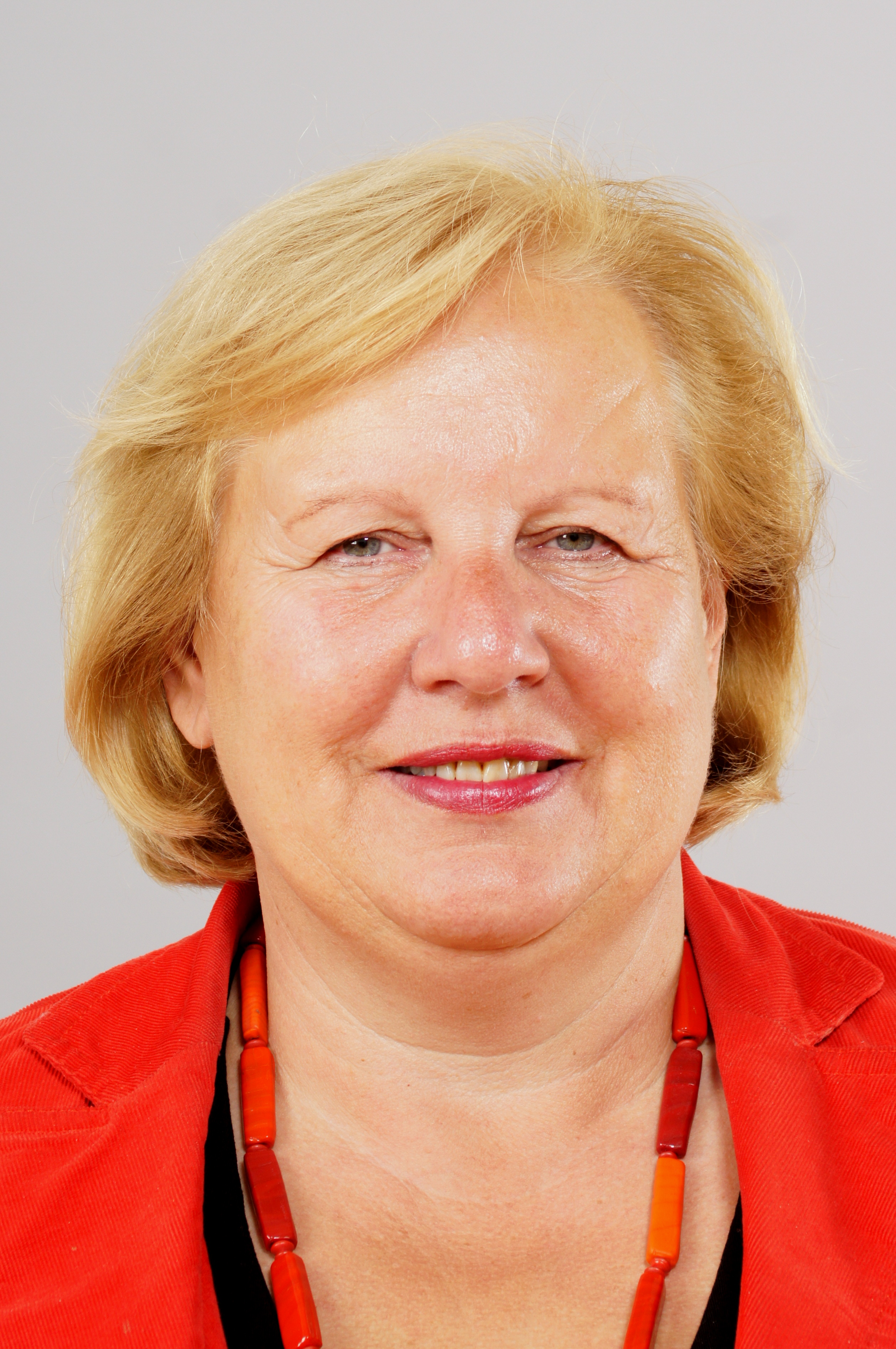
Heidemaria Onodi (* 1957)
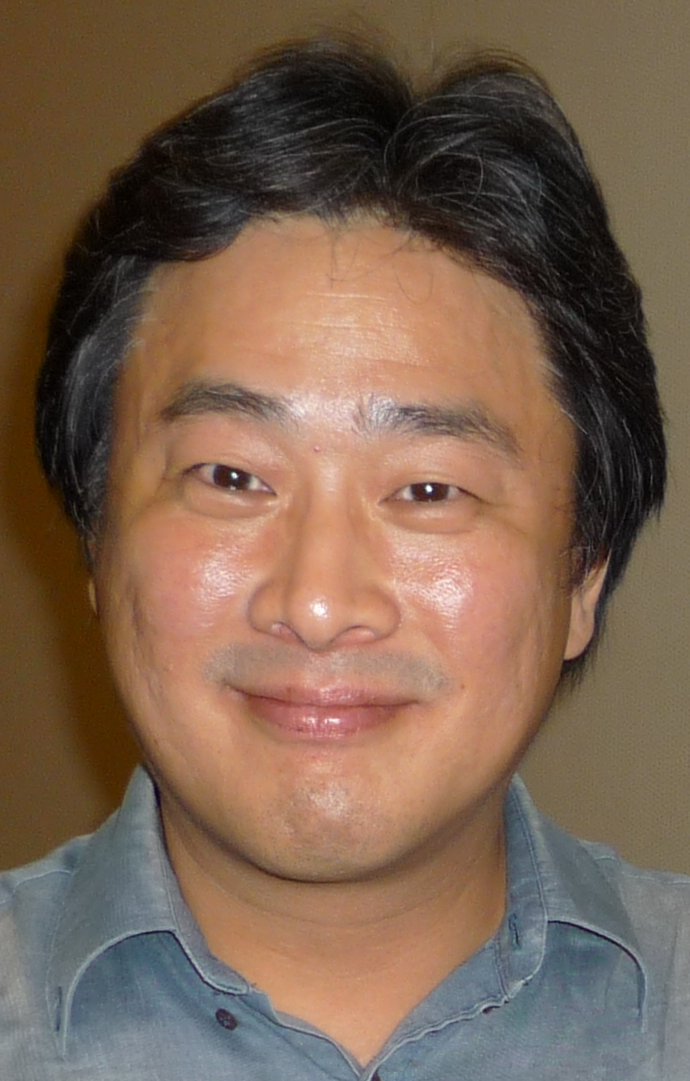
Park Chan-wook (* 1963)
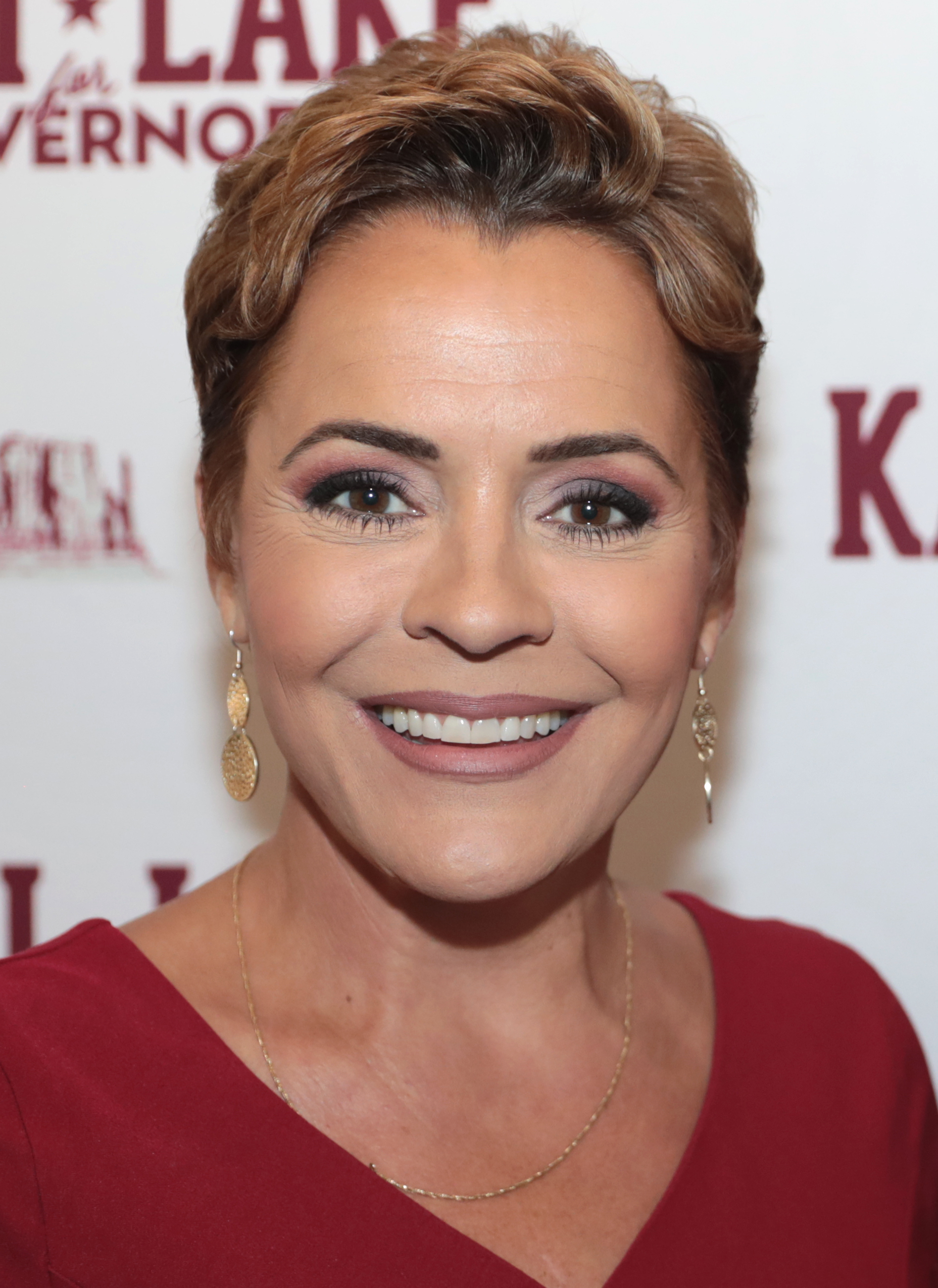
Kari Lake (* 1969)
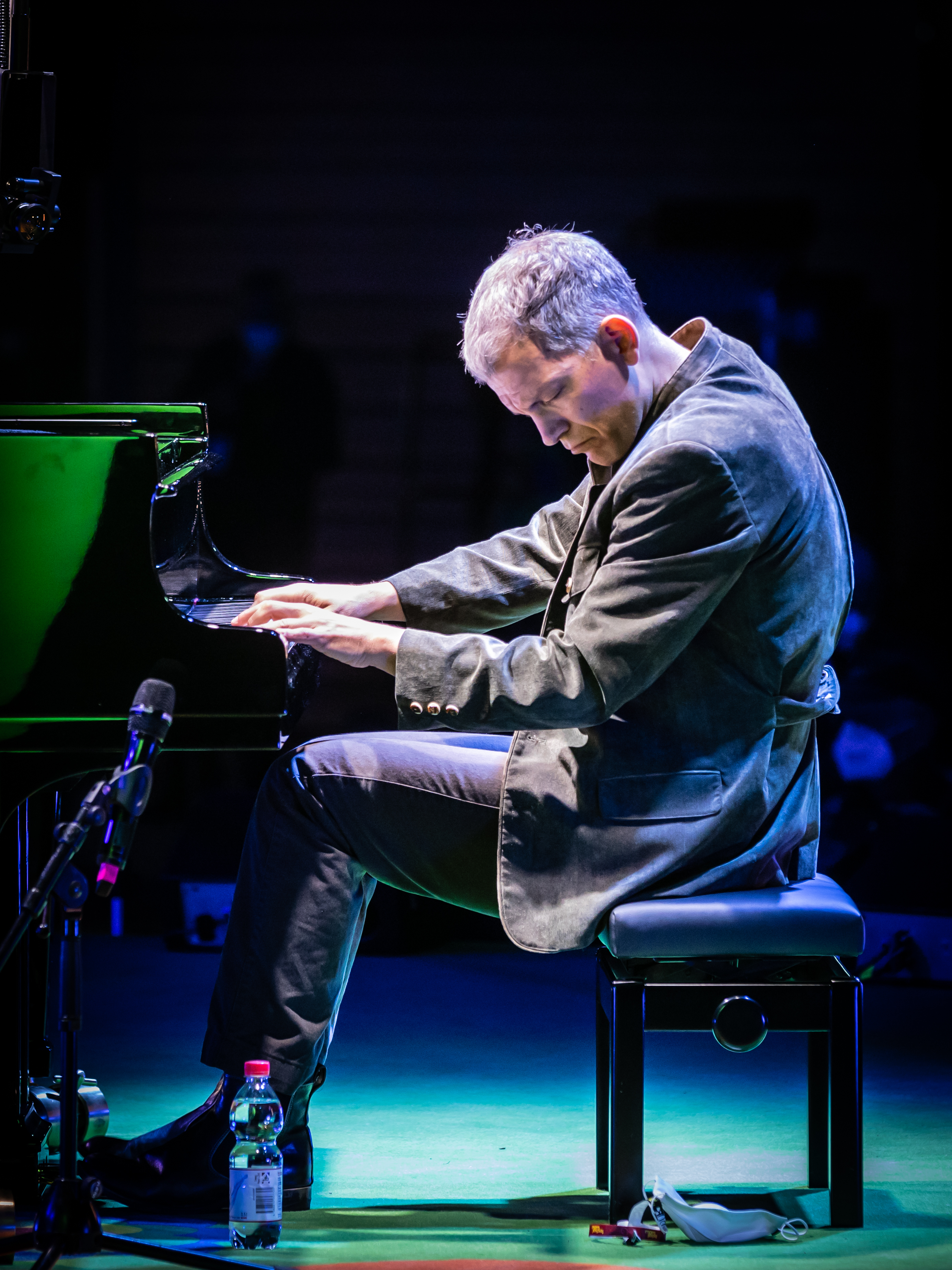
Brad Mehldau (* 1970)

- 1951: Jimi Jamison, US-amerikanischer Rocksänger
- 1951: Achmat Abdulchamidowitsch Kadyrow, tschetschenischer Staatspräsident
- 1951: Michael Kunzler, deutscher Theologe
- 1951: Nūr von Jordanien, Königin von Jordanien
- 1952: Santillana, spanischer Fußballspieler
- 1953: Lutz Graf, deutscher Theaterregisseur
- 1953: Artūras Paulauskas, litauischer Jurist und Politiker, Parlamentsvorsitzender
- 1953: Florence Wambugu, kenianische Pflanzenpathologin und Virologin
- 1955: Mathias Petersen, deutscher Politiker
- 1955: Karl-Heinz Tekath, deutscher Historiker und Archivar
- 1956: Dave Grossman, US-amerikanischer Militärpsychologe
- 1956: Valgerd Svarstad Haugland, norwegische Politikerin
- 1957: Heidemaria Onodi, österreichische Politikerin
- 1958: Mariano Moruja, argentinischer Chorleiter und Musikpädagoge
- 1959: Bruno Chevillon, französischer Jazzkontrabassist
- 1959: Edwyn Collins, britischer Popsänger und Songschreiber
- 1960: Klaus Karlbauer, österreichischer Komponist, Regisseur und Performancekünstler
- 1960: Jukkis Uotila, finnischer Jazzschlagzeuger
- 1961: Dean DeLeo, US-amerikanischer Rockgitarrist
- 1961: Alexandre Desplat, französischer Komponist
- 1962: Thomas Schröder, deutscher Leichtathlet
- 1962: Katja Stauber, Schweizer Radio- und Fernsehjournalistin
- 1962: Jürgen Tonkel, deutscher Schauspieler
- 1963: Park Chan-wook, südkoreanischer Filmregisseur
- 1963: Hanns-Henning Fastrich, deutscher Feldhockeyspieler
- 1964: Johan Bruyneel, belgischer Radrennfahrer
- 1964: Ray Ferraro, kanadischer Eishockeyspieler
- 1964: Dirk Zingler, deutscher Unternehmer und Fußballfunktionär
- 1965: Alexander Nützenadel, deutscher Historiker
- 1965: Ilija Trojanow, deutscher Schriftsteller, Übersetzer und Verleger
- 1966: Charley Boorman, britischer Schauspieler und Abenteurer
- 1966: Michael Jäger, deutscher Schauspieler
- 1966: Alexander König, deutscher Eiskunstläufer und -Trainer
- 1967: Andrius Mamontovas, litauischer Songschreiber, Musiker und Schauspieler
- 1967: Cedella Marley, jamaikanische Musikerin und Sängerin
- 1968: Benjamin Boyce, britischer Sänger
- 1968: Melanie Lasrich, deutsche Fußballspielerin
- 1968: Stefan Meierhans, Schweizer Preisüberwacher
- 1968: Dschambulat Tedejew, ukrainischer Ringer
- 1968: Jürgen Walter, deutscher Politiker, MdL
- 1969: Henrik Albrecht, deutscher Komponist
- 1969: Alessandro Gini, italienischer Autorennfahrer
- 1969: Kari Lake, US-amerikanische Politikerin und ehemalige Journalistin
- 1969: Sandra Marks, deutsche Juristin
- 1969: Alen Novoselec, kroatischer Hochschullehrer, Bildhauer
- 1969: Hannes Reinmayr, österreichischer Fußballspieler
- 1970: Brad Mehldau, US-amerikanischer Jazzpianist
- 1970: Jay Mohr, US-amerikanischer Schauspieler und Komiker

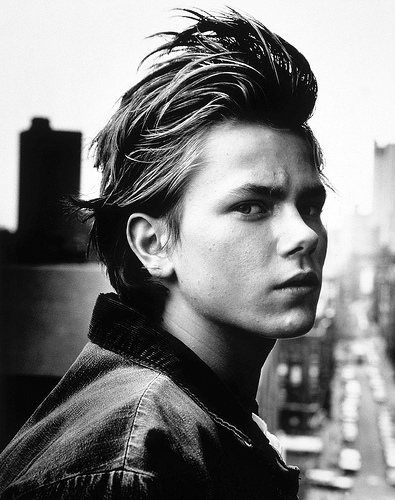
River Phoenix (* 1970)
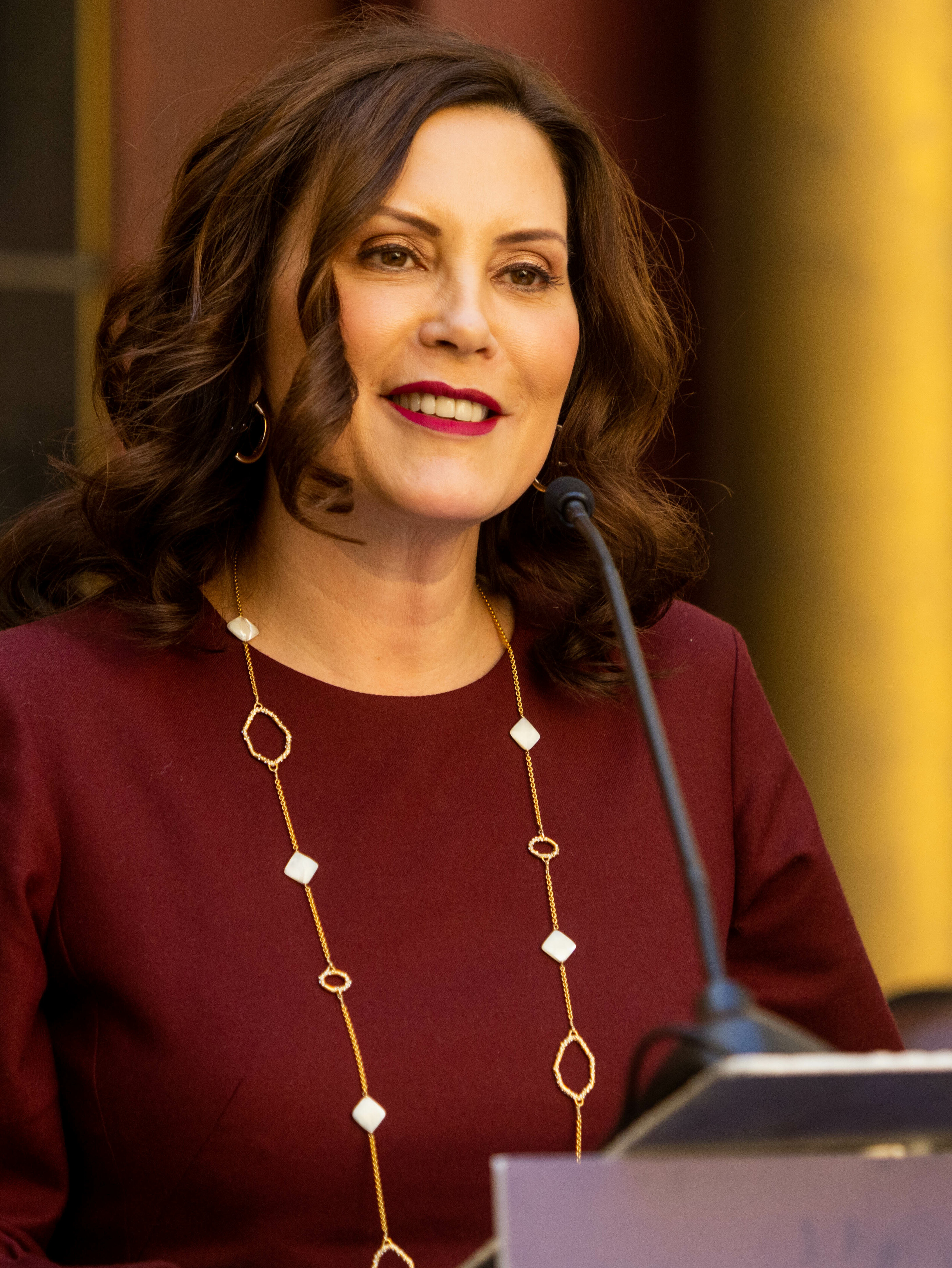
Gretchen Whitmer (* 1971)
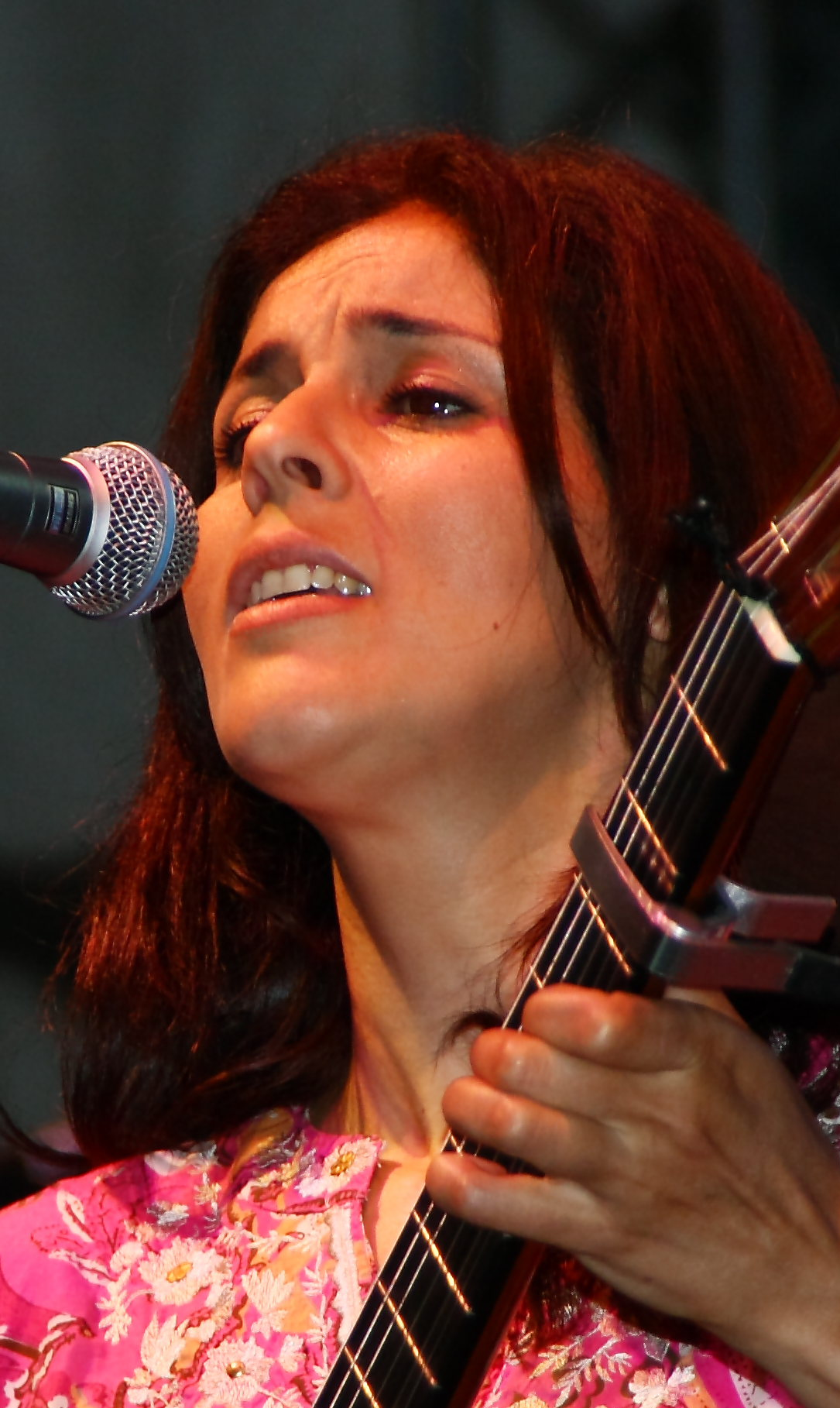
Souad Massi (* 1972)
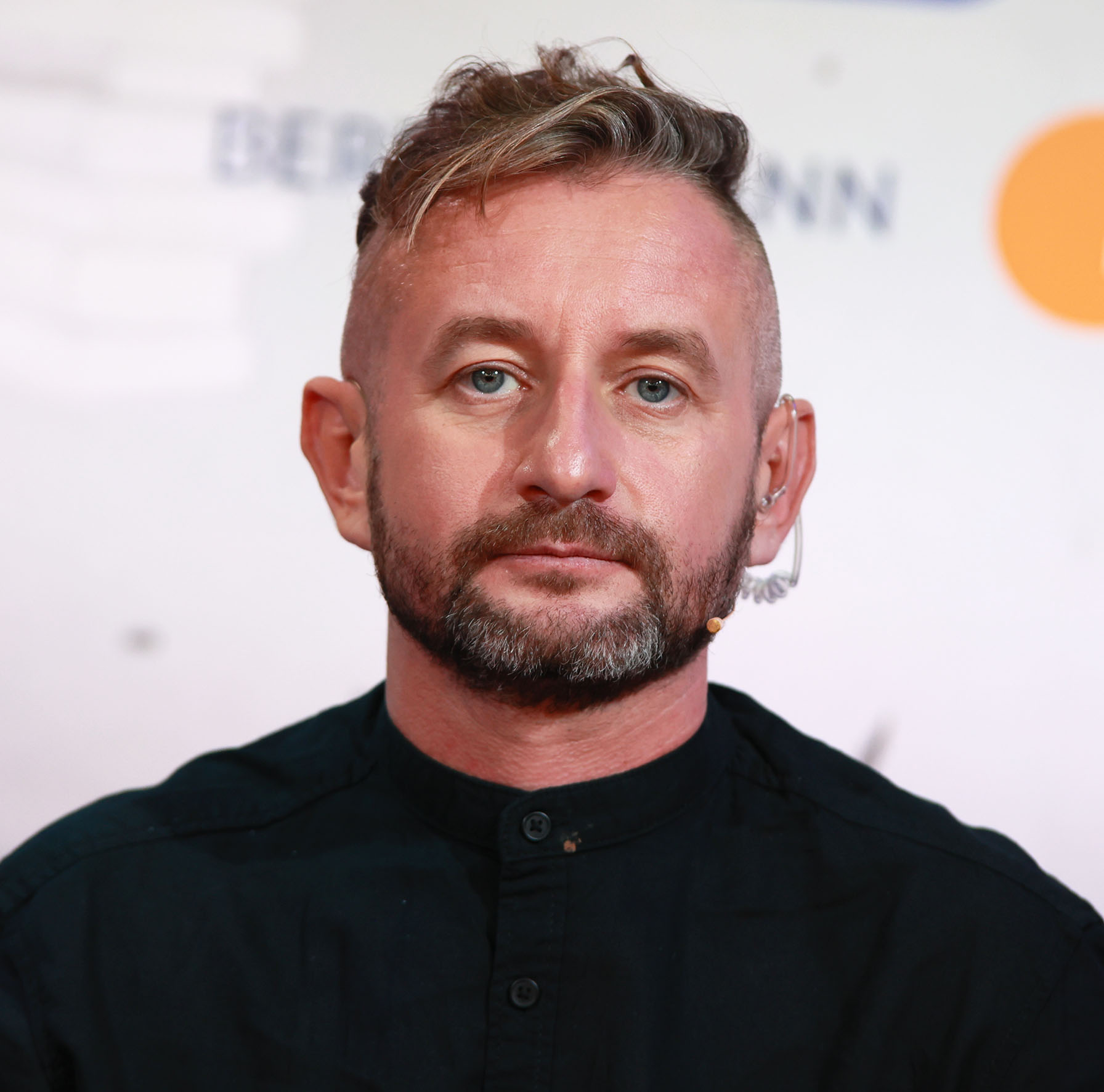
Serhij Schadan (* 1974)

- 1970: River Phoenix, US-amerikanischer Schauspieler und Musiker
- 1971: Michael von Ameln, deutscher Feld- und Hallenhockeyschiedsrichter
- 1971: Thomas Wagner, deutscher Sportmoderator
- 1971: Gretchen Whitmer, US-amerikanische Politikerin
- 1972: Souad Massi, algerische Ethno-Rock-Sängerin
- 1972: Irina Mikitenko, deutsche Leichtathletin
- 1973: Malaika Arora Khan, indisches Model und Schauspielerin
- 1973: Manfred Burghartswieser, deutscher Fußballspieler
- 1973: Martin Rapold, Schweizer Schauspieler
- 1974: Toni Brunner, Schweizer Politiker
- 1974: Benjamin Limo, kenianischer Leichtathlet
- 1974: Konstantin Novoselov, russisch-britischer Physiker, Nobelpreisträger
- 1974: Astrid Posner, deutsche Schauspielerin, Tänzerin und Choreografin
- 1974: Serhij Schadan, ukrainischer Schriftsteller, Dichter und Übersetzer
- 1975: Florian Eisner, österreichischer Schauspieler, Regisseur und Musiker
- 1975: Miguel Pereira, angolanischer Fußballspieler
- 1975: Jarkko Ruutu, finnischer Eishockeyspieler
- 1975: Peter Stauch, deutscher Filmregisseur

#### 1976–2000

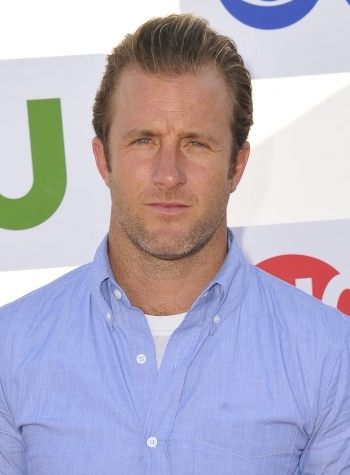
Scott Caan (* 1976)

- 1976: Scott Caan, US-amerikanischer Schauspieler
- 1976: Nicoline Schubert, deutsche Schauspielerin
- 1977: Illo, französisch-deutscher Rapper
- 1977: Alexander Martínez, Schweizer Dreispringer
- 1978: Andrew Rannells, US-amerikanischer Schauspieler und Sänger
- 1978: Kobe Bryant, US-amerikanischer Basketballspieler
- 1978: Julian Casablancas, US-amerikanischer Sänger (The Strokes)
- 1978: Paddy Kroetz, deutscher Reporter und Fernsehmoderator
- 1979: Ben Braun, deutscher Schauspieler

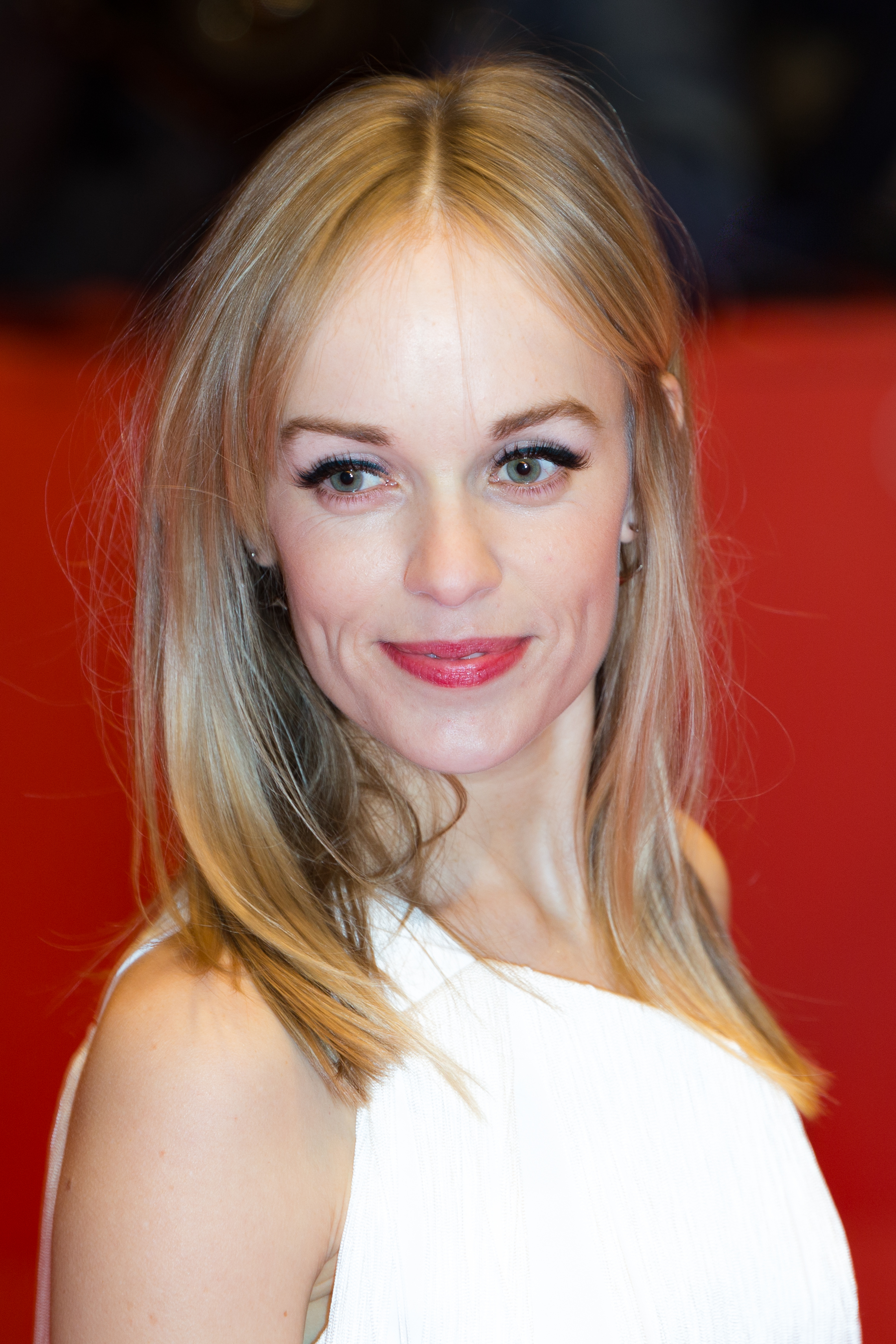
Friederike Kempter (* 1979)

- 1979: Friederike Kempter, deutsche Schauspielerin
- 1980: Diamondog, angolanischer Rapper
- 1981: Karina Canellakis, US-amerikanische Dirigentin und Geigerin
- 1981: Stephan Loboué, deutsch-ivorischer Fußballspieler
- 1981: Carmen Luvana, US-amerikanische Pornodarstellerin
- 1982: Natalie Coughlin, US-amerikanische Schwimmerin
- 1983: Maria Kempken, deutsche Schauspielerin
- 1983: Luca Scassa, italienischer Motorradrennfahrer
- 1983: Bruno Spengler, kanadischer Rennfahrer
- 1984: Glen Johnson, englischer Fußballspieler
- 1985: Juliana Götze, deutsche Schauspielerin
- 1985: Kai Hospelt, deutscher Eishockeyspieler
- 1986: Catarina Wallenstein, portugiesische Schauspielerin
- 1987: Murielle Ahouré, ivorische Sprinterin

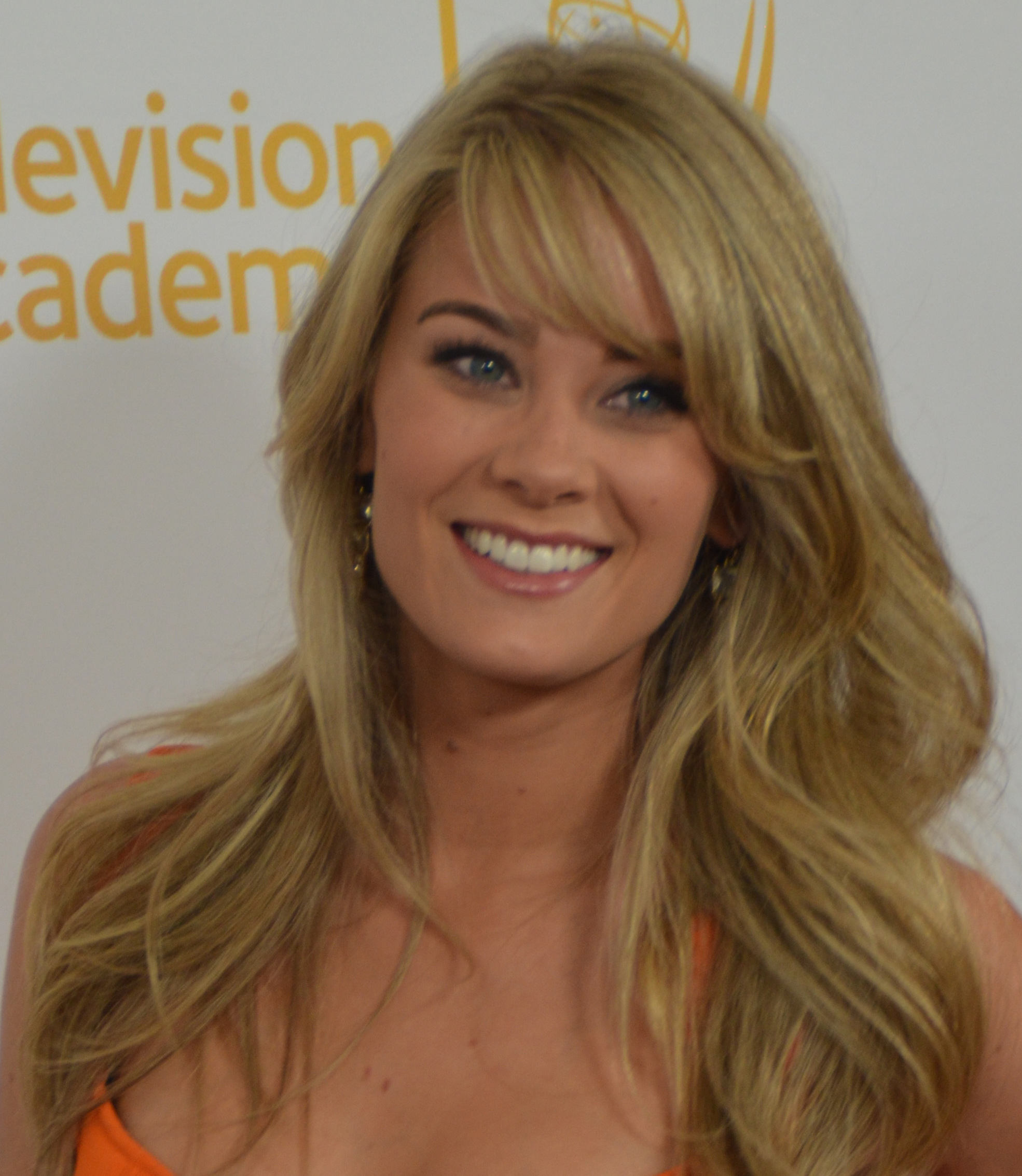
Kimberly Matula (* 1988)

- 1988: Kimberly Matula, US-amerikanische Schauspielerin
- 1988: Jeremy Lin, US-amerikanischer Basketballspieler
- 1988: Daniel Schwaab, deutscher Fußballspieler
- 1989: Heiko Schwarz, deutscher Fußballspieler
- 1990: Tomáš Hasilla, slowakischer Biathlet
- 1990: Reimond Manco, peruanischer Fußballspieler
- 1990: Luís Sá Silva, angolanischer Automobilrennfahrer

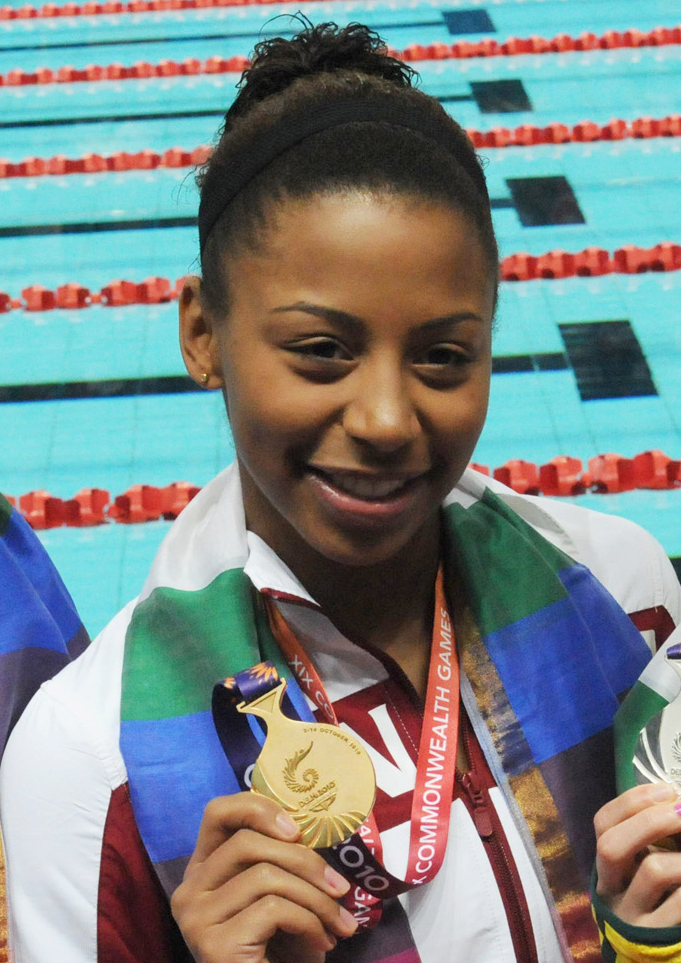
Jennifer Abel (* 1991)

- 1991: Jennifer Abel, kanadische Wasserspringerin
- 1991: Isabella Tobias Lites, israelisch-litauische Eiskunstläuferin
- 1993: Dennis Doden, deutscher Handballspieler
- 1993: Lucie Hollmann, deutsche Schauspielerin
- 1994: Roberto Bellarosa, belgischer Popsänger
- 1994: Dominik Raschner, österreichischer Skirennläufer
- 1996: Johannes Dörfler, deutscher Fußballspieler
- 1996: Vincent Gross, Schweizer Schlagersänger
- 1996: Berry van Peer, niederländischer Dartspieler
- 1999: Tobias Halland Johannessen, norwegischer Radrennfahrer
- 2000: Borjana Kalejn, bulgarische Rhythmische Sportgymnastin

### 21. Jahrhundert
- 2004: Erik Belshaw, US-amerikanischer Skispringer
- 2004: Frederick Lubin, britischer Autorennfahrer
- 2004: Troy Podmilsak, US-amerikanischer Freestyle-Skier

## Gestorben

### Vor dem 17. Jahrhundert
- 0093: Gnaeus Iulius Agricola, römischer Politiker und Heerführer
- 0406: Radagaisus, ostgotischer Heerführer
- 0634: Abū Bakr, erster Kalif der Muslime
- 0673: Ziyād ibn Abī Sufyān, arabischer Statthalter in Basra
- 0992: Volkold, Bischof von Meißen
- 1036: Branthog, Abt von Fulda und Bischof von Halberstadt
- 1106: Magnus, Herzog von Sachsen
- 1122: Robert der Mönch, Kleriker und Chronist
- 1176: Rokujō, japanischer Kaiser
- 1183: Christian I. von Buch, Erzbischof von Mainz, Reichserzkanzler
- 1270: Gauthier III. de Nemours, Marschall von Frankreich
- 1298: Heinrich der Jüngere, ältester Sohn und Mitregent von Heinrich I., Landgraf von HessenWilliam Wallace († 1305)

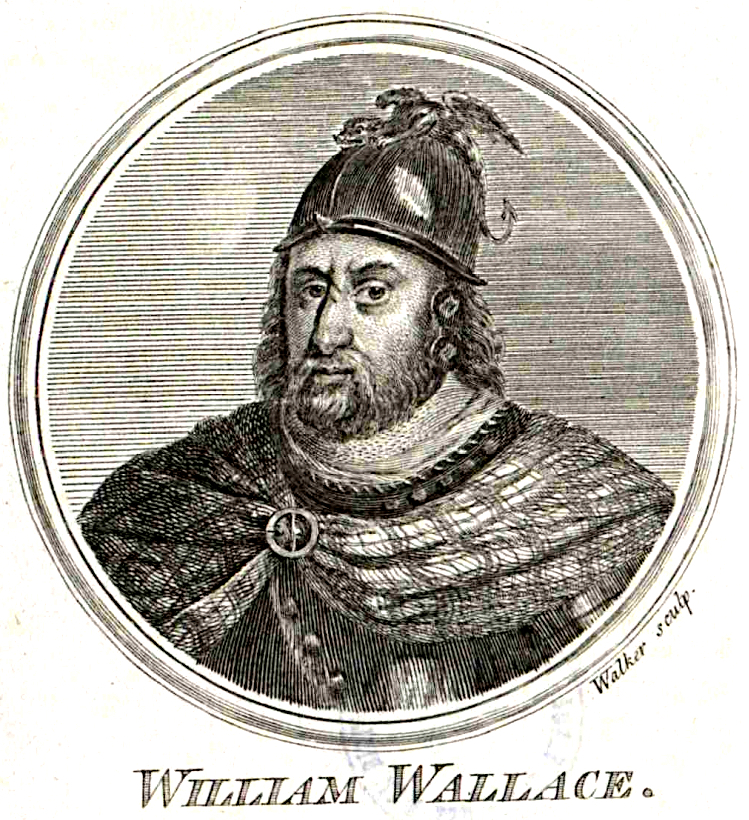
William Wallace († 1305)

- 1305: William Wallace, schottischer Freiheitskämpfer
- 1311: Eberhard I., Graf von Katzenelnbogen
- 1317: Friedrich von Mitterkirchen, Bischof von Seckau
- 1328: Friedrich IV., Herzog von Lothringen
- 1328: Nicolaas Zannekin, flämischer Händler, Abenteurer und Anführer des Karlsaufstands von 1325 bis 1328
- 1334: Syrgiannes Palaiologos, byzantinischer Aristokrat und Feldherr
- 1345: Otto II. von Wolfskeel, Bischof von Würzburg
- 1348: John Stratford, Bischof von Winchester und Erzbischof von Canterbury
- 1350: Johannes von Mul, Bischof von Lübeck
- 1360: Hermann von Bonstetten, Abt des Benediktinerklosters St. Gallen
- 1363: Chen Youliang, chinesischer Gründer des Rebellenstaates Dahan
- 1381: Jakob Colyn, Bürgermeister der Reichsstadt Aachen
- 1476: Katharina von Sachsen, Kurfürstin von Brandenburg
- 1478: Johannes Pullois, franko-flämischer Komponist und Sänger
- 1481: Thomas Littleton, englischer Jurist und Verfasser eines wichtigen Rechtstextes
- 1486: Maria von Kleve, Herzogin von Orléans

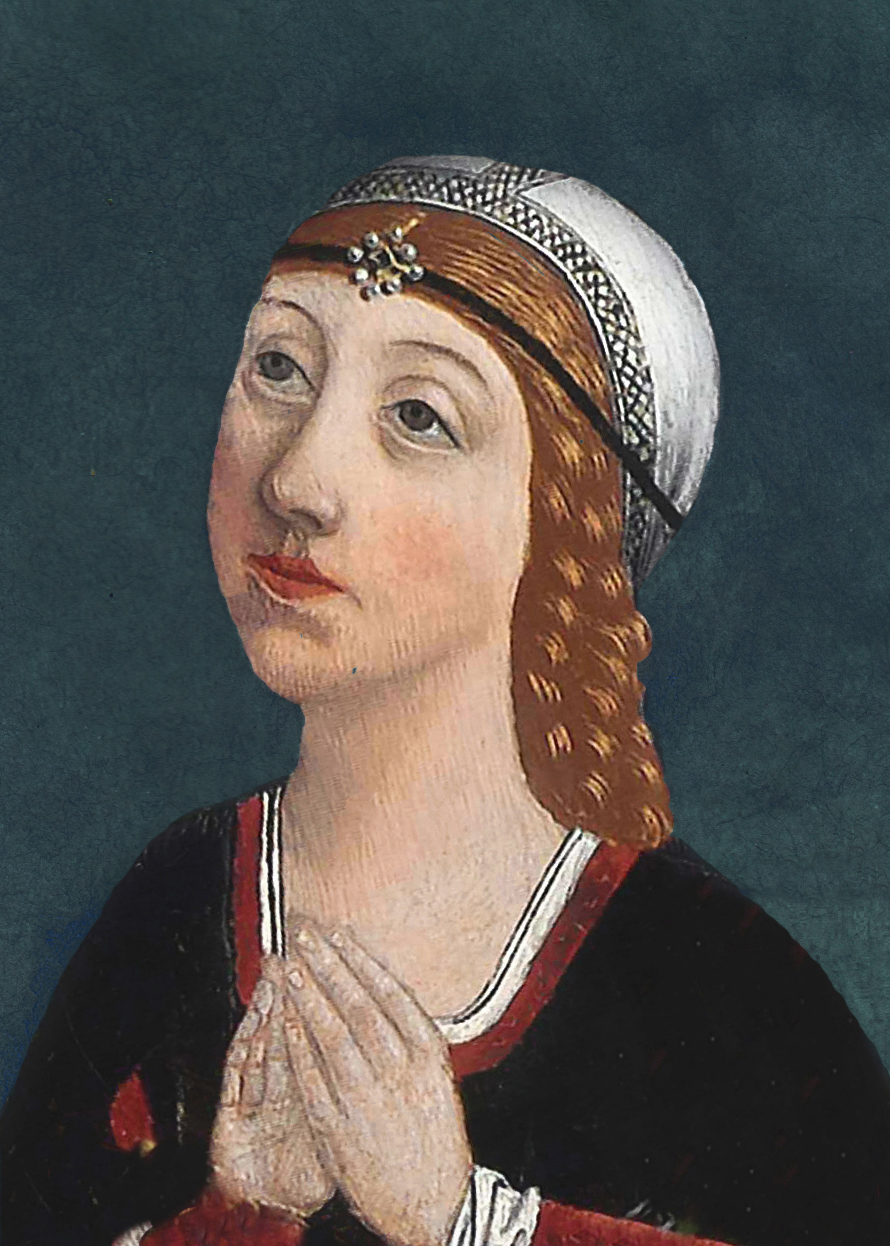
Isabella von Aragón und Kastilien († 1498)

- 1498: Isabella von Aragón und Kastilien, Prinzessin von Spanien, Königin von Portugal
- 1499: John Blythe, englischer Geistlicher, Bischof von Salisbury
- 1507: Jean Molinet, franko-flämischer Dichter, Komponist und Chronist
- 1511: Francesco Argentino, italienischer Geistlicher, Bischof von Concordia, Kardinal
- 1516: Nicolaus Celer, römisch-katholischer Theologe
- 1519: Philibert Berthelier, Genfer Politiker
- 1538: Ulrich von Sax, Schweizer Diplomat, Söldnerführer und Militärunternehmer, erster Oberbefehlshaber der Schweizer Armee
- 1579: Francisco Pacheco de Toledo, spanischer Geistlicher und Diplomat, Generalinquisitor von Spanien, Erzbischof von Burgos, Kardinal
- 1591: Luis de León, spanischer Dichter

### 17./18. Jahrhundert
- 1606: Eleonora von Zimmern, deutsche Adelige
- 1610: Antonie von Lothringen, Herzogin von Jülich-Kleve-Berg
- 1613: Levin Buchius, deutscher Rechtsgelehrter
- 1615: François de Joyeuse, französischer Kardinal der katholischen Kirche und Kardinaldekan
- 1616: Hans von Schweinichen, deutscher Schriftsteller
- 1618: Gerbrand Bredero, niederländischer Schriftsteller

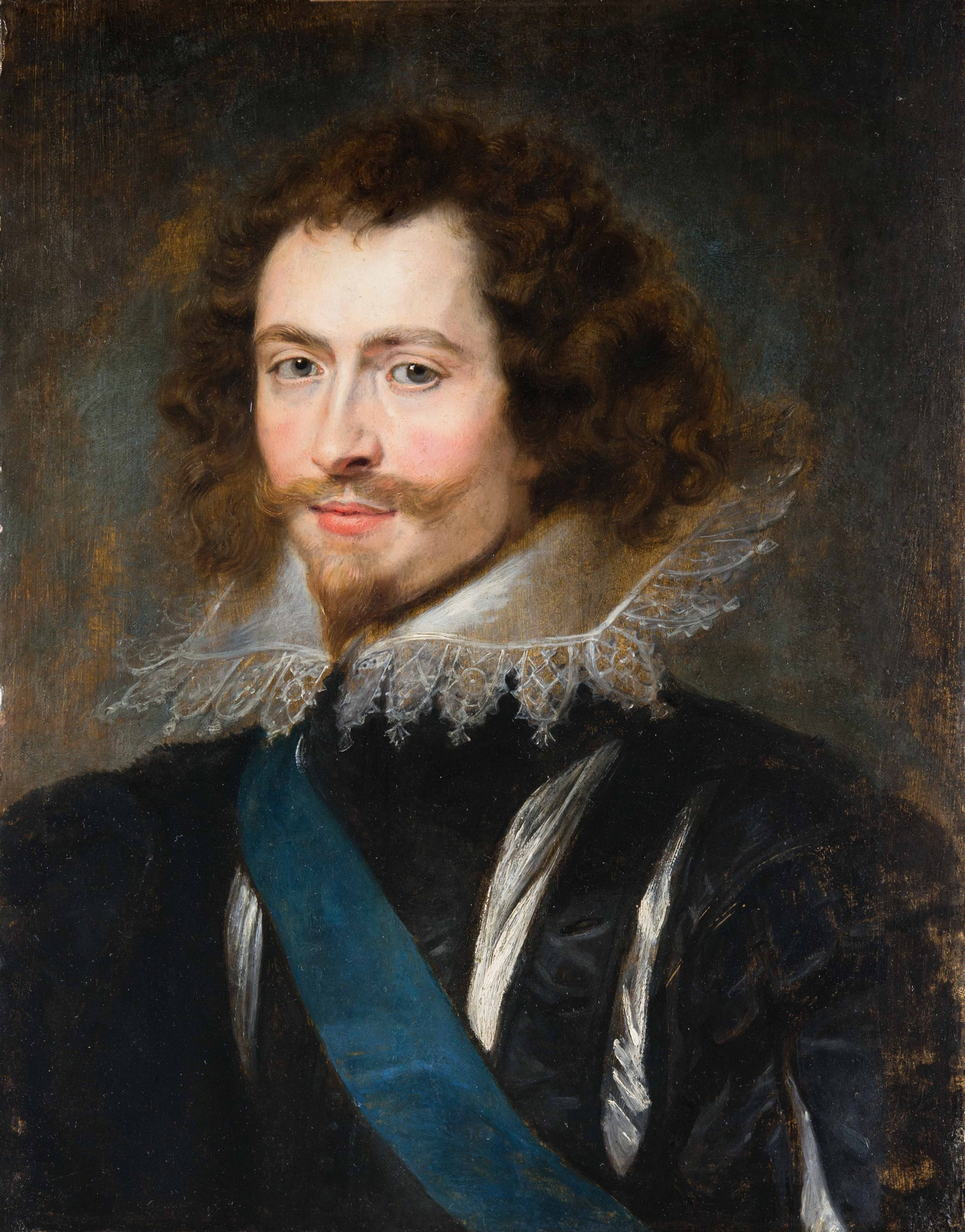
George Villiers († 1628)

- 1628: George Villiers, 1. Duke of Buckingham, Günstling und leitender Minister unter den englischen Königen
- 1632: Frances Howard, englische Adlige
- 1658: Bartolomeo della Torre, italienischer Architekt und Baumeister
- 1679: Johann Georg von Götzen, Landeshauptmann der Grafschaft Glatz
- 1693: Johann Daniel Major, deutscher Universalgelehrter
- 1697: Pedro Abarca, spanischer Theologe und Historiker
- 1702: Nicolaus von Gersdorf, sächsischer Jurist und Diplomat
- 1709: Domenico Manuel Caetano, italienischer Hochstapler, Alchemist und angeblicher Goldmacher
- 1712: Johann Christoph Lischka, böhmischer Maler
- 1723: Increase Mather, puritanischer Pfarrer und Präsident der Harvard-Universität
- 1724: Sébastien Rasles, französischer Lexikograph und jesuitischer Missionar bei den Abenaki in Nordamerika
- 1725: Christian August von Sachsen-Zeitz, Erzbischof von Gran und Kaiserlicher Prinzipalkommissar
- 1735: Matwei Christoforowitsch Smajewitsch, russischer Schiffbauer und Admiral der Baltischen Flotte
- 1737: Sophie Christiane von Wolfstein, Markgräfin von Brandenburg-Kulmbach
- 1750: Johann Christian Krüger, deutscher Schriftsteller, Schauspieler und Dramatiker
- 1767: Jean Deschamps, deutsch-französischer Philosoph, preußischer Hofprediger, Theologe und Schriftsteller
- 1777: Charles-Joseph Natoire, französischer Maler
- 1791: Jeanne de Saint-Rémy, französische Adlige und Drahtzieherin der sogenannten Halsbandaffäre
- 1791: Johann Jacob Tischbein, deutscher Maler
- 1799: Simon Louis du Ry, deutsch-französischer Oberhofbaumeister und Architekt

### 19. Jahrhundert

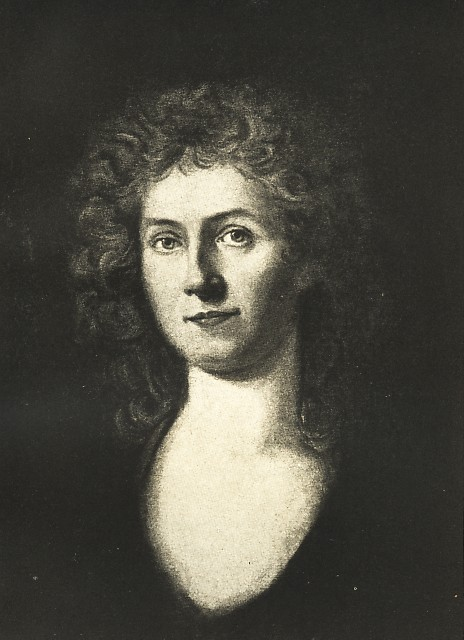
Corona Schröter († 1802)

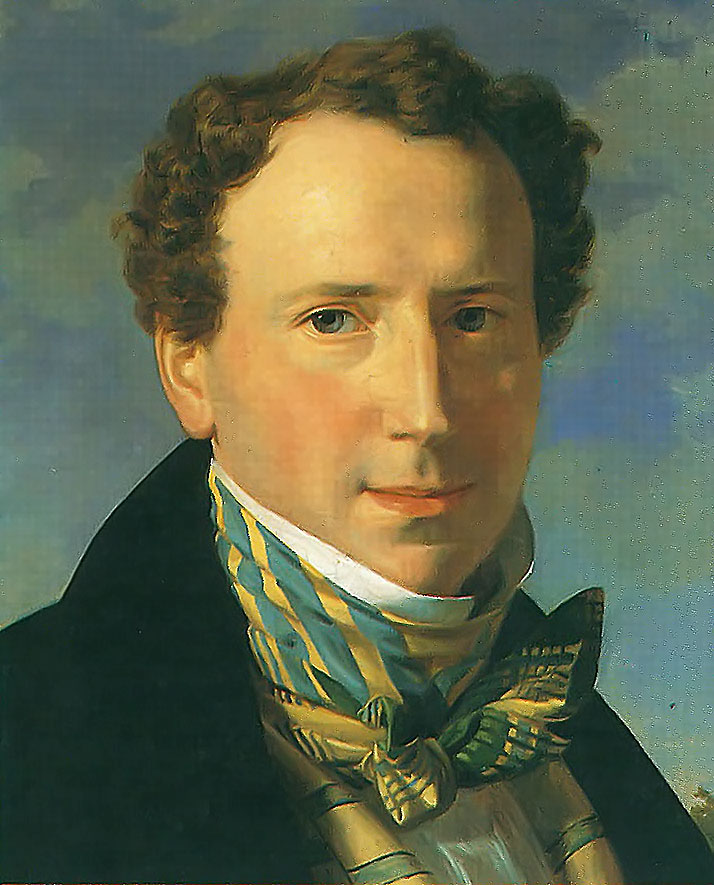
Ferdinand Georg Waldmüller († 1865)

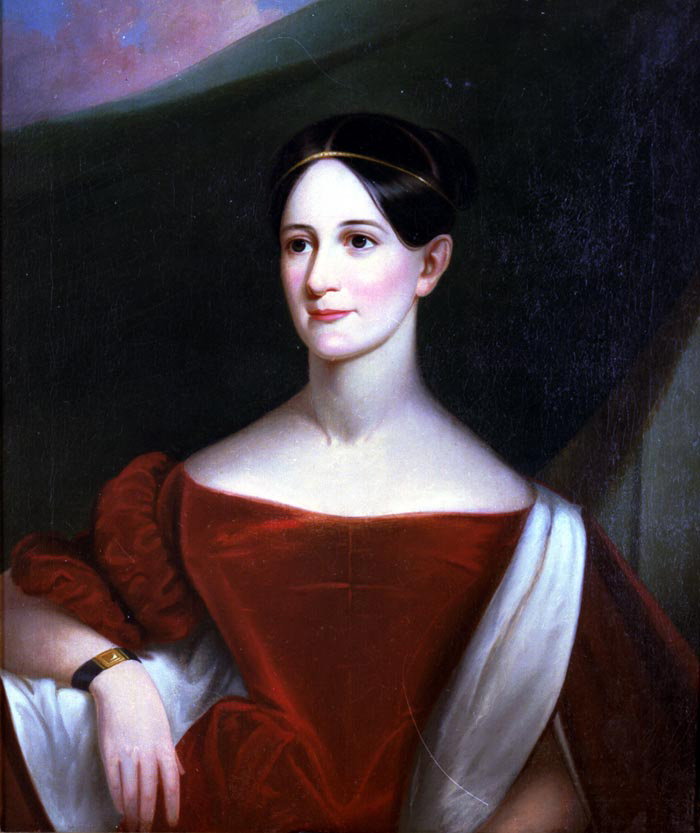
Sarah Yorke Jackson († 1887)

- 1802: Corona Schröter, deutsche Sängerin und Schauspielerin
- 1806: Charles Augustin de Coulomb, französischer Physiker
- 1813: Alexander Wilson, britischer Ornithologe und Dichter
- 1819: Oliver Hazard Perry, US-amerikanischer Marineoffizier
- 1828: Franz von Zeiller, österreichischer Jurist und Rektor der Universität Wien
- 1829: Samuel Gottlob Auberlen, deutscher Musiker und Liedkomponist
- 1830: Ferdinand, Fürst von Anhalt-Köthen
- 1831: August Neidhardt von Gneisenau, preußischer Generalfeldmarschall und Heeresreformer
- 1846: Wilhelm Küchelbecker, russischer Autor und Dichter
- 1857: Carl Ludwig Koch, deutscher Forstmann, Entomologe und Arachnologe
- 1863: Theodor Kalide, deutscher Bildhauer
- 1864: Johann Nepomuk Bachmayr, österreichischer Jurist und Dramatiker
- 1864: Johann Georg Frech, deutscher Musikdirektor, Komponist und Organist
- 1865: Ernst Schalck, deutscher Maler, Zeichner und Karikaturist
- 1865: Friedrich Specht, deutscher Orgelbauer
- 1865: Ferdinand Georg Waldmüller, österreichischer Maler und Kunstschriftsteller
- 1870: Carl Richard Zanders, deutscher Papierfabrikant
- 1875: Richard van Rees, niederländischer Mathematiker und Physiker
- 1876ː Luise von Schierstedt, deutsche Äbtissin des evangelischen Damenstifts Kloster Stift zum Heiligengrabe
- 1878: Adolf Fredrik Lindblad, schwedischer Komponist
- 1884: Aegidius Rudolph Nicolaus Arntz, deutscher Rechtswissenschaftler
- 1887ː Sarah Yorke Jackson, US-amerikanische First Lady
- 1889: Johann Georg Anton Geuther, deutscher Chemiker
- 1891: Friedrich Ludwig Arnsburg, deutscher Schauspieler
- 1892: Manuel Deodoro da Fonseca, brasilianischer Marschall und erster Präsident
- 1893: Michał Elwiro Andriolli, polnischer Maler und Architekt
- 1897: Alexander Duncker, deutscher Verleger und Buchhändler
- 1898: Félicien Rops, belgischer Maler und Zeichner

### 20. Jahrhundert

#### 1901–1950

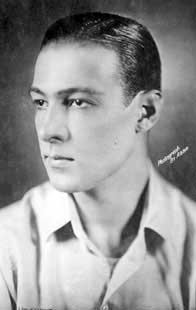
Ruolph Valentino († 1926)

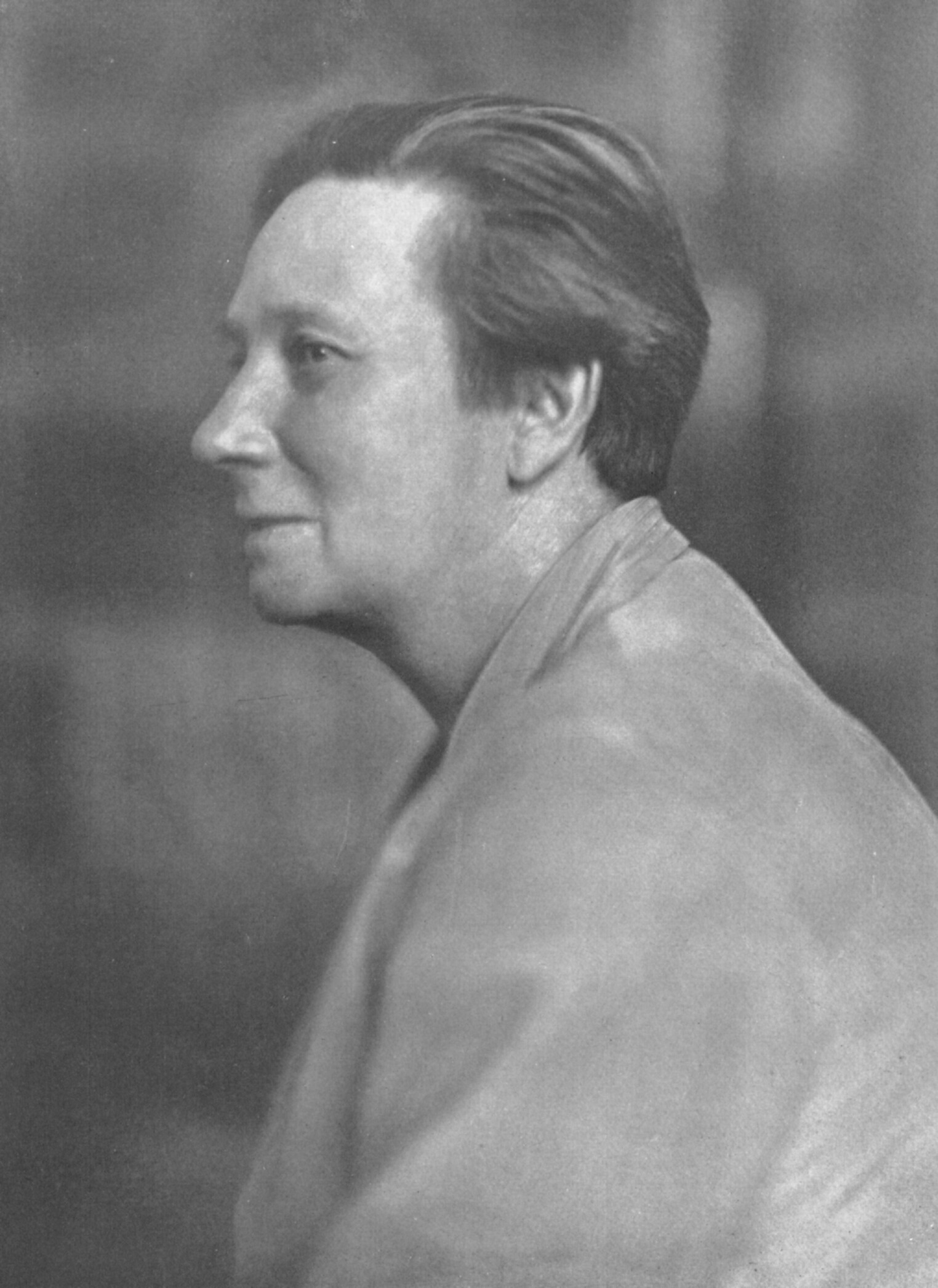
Rhoda Erdmann († 1935)

- 1903: Carl Frederik Bricka, dänischer Historiker, Biograf und Archivar
- 1908: Hermann Speck von Sternburg, deutscher Diplomat und Kunstsammler
- 1912: Carl Abegg-Arter, Schweizer Rohseidenhändler und Bankier
- 1915: Luigi Ferraris, italienischer Fußballspieler
- 1921: Feliksa Kozłowska, polnische Ordensschwester
- 1926: Rudolph Valentino, US-amerikanischer Schauspieler
- 1933: Adolf Loos, österreichischer Architekt und Architekturtheoretiker
- 1934: Viktor Kaplan, österreichischer Ingenieur
- 1935: Rhoda Erdmann, deutsche Biologin und Mitbegründerin der experimentellen Zellbiologie in Deutschland
- 1935ː Olga Friedemann, Frauenrechtlerin und Gründerin des Königsberger Hausfrauenbundes
- 1936: Juliette Adam, französische Schriftstellerin, Polemikerin, republikanische Salonnière und Frauenrechtlerin
- 1937: Hermann Kersting, deutscher Arzt und Kolonialbeamter
- 1937: Albert Roussel, französischer Komponist
- 1938: Bálint Kuzsinszky, ungarischer Archäologe
- 1939: Eugène-Henri Gravelotte, französischer Fechter

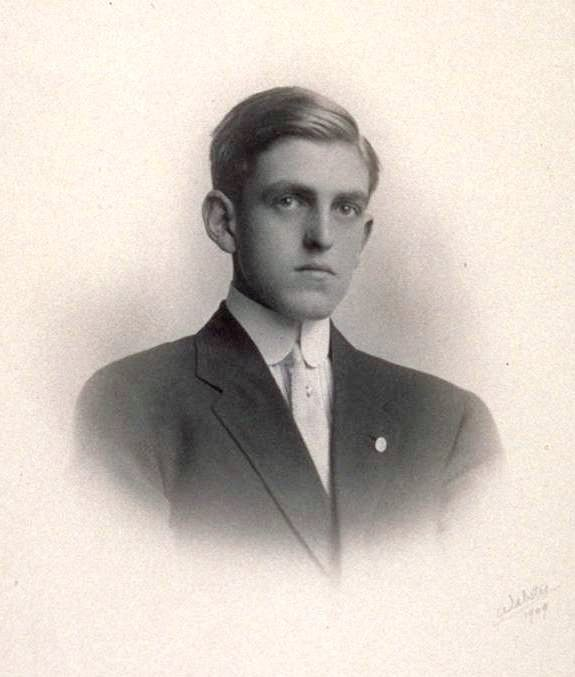
Sidney Howard († 1939)

- 1939: Sidney Howard, US-amerikanischer Dramatiker
- 1942: Alfred Rosenthal, deutscher Filmjournalist und -lobbyist
- 1943: Fritz Pellkofer, deutscher Skilangläufer
- 1944: Abdülmecid II., osmanischer Kalif
- 1944: Otto Kiep, deutscher Diplomat
- 1945: Martin F. Ansel, US-amerikanischer Politiker
- 1946: Wassil Talasch, belarussischer Partisan
- 1949: Herbert Greenfield, kanadischer Politiker
- 1950: Dionisio Anzilotti, italienischer Jurist

#### 1951–2000

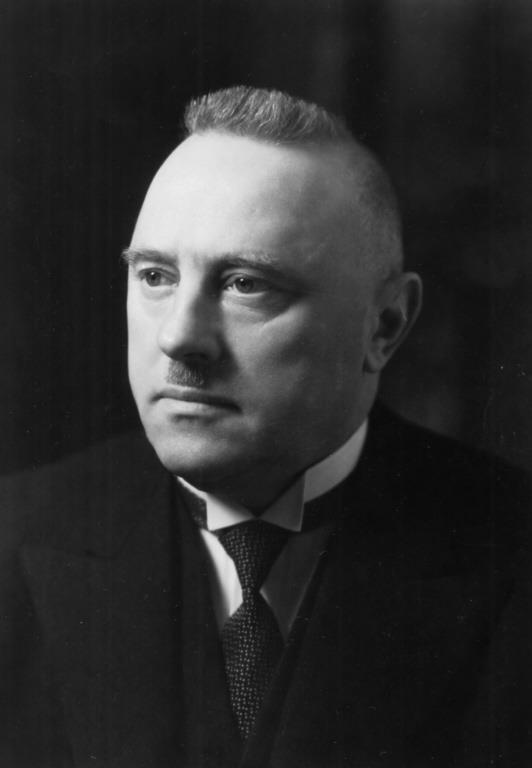
Rudolf Minger († 1955)

Bettina Encke von Arnim († 1971)

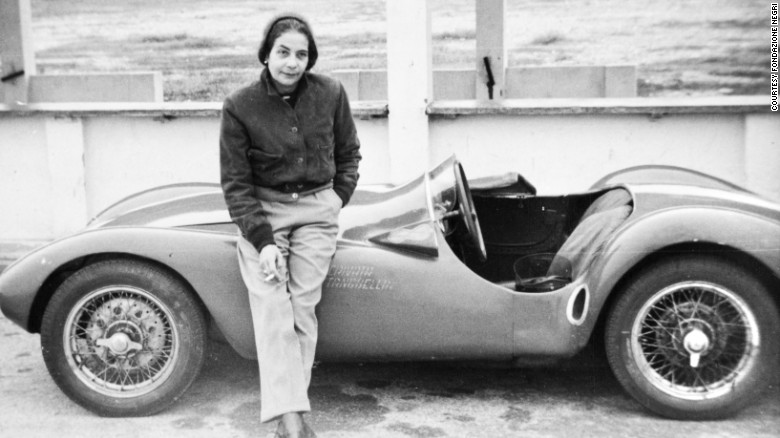
Anna Maria Peduzzi († 1979)

- 1953: Gottfried Hinze, deutscher Fußball-Funktionär
- 1955: Rudolf Minger, Schweizer Bundesrat
- 1957: Eugène Schueller, französischer Chemiker, Gründer von L’Oréal
- 1959: Magda Bäumken, deutsche Schauspielerin
- 1959: Octávio Bevilacqua, brasilianischer Musikwissenschaftler und -pädagoge
- 1960: Oscar Hammerstein, US-amerikanischer Produzent und Musicalautor
- 1961: Jean de Gavardie, französischer Autorennfahrer
- 1961: Jean Sébilleau, französischer Autorennfahrer
- 1962: Walter Anderson, deutscher Folklorist
- 1962: Joseph Berchtold, deutscher SA-General, erster Reichsführer SS, MdR
- 1965: Rudolf Abderhalden, Schweizer Physiologe und Pathologe
- 1967: Georges Berger, belgischer Autorennfahrer
- 1967: Nate Cartmell, US-amerikanischer Leichtathlet
- 1968: Hunt Stromberg, US-amerikanischer Filmproduzent
- 1969: Hans Hoff, österreichischer Psychiater
- 1971: Bettina Encke von Arnim, deutsche Malerin
- 1971: Gisela Hernández Gonzalo, kubanische Komponistin
- 1972: Balys Dvarionas, litauischer Komponist, Pianist und Dirigent
- 1974: Roberto Assagioli, italienischer Arzt, Psychiater und Psychotherapeut
- 1979: Anna Maria Peduzzi, italienische Autorennfahrerin
- 1980: Gerhard Hanappi, österreichischer Fußballspieler
- 1981: Rolf Herricht, deutscher Schauspieler und Komiker
- 1983: Gerald Frank Anderson, britischer Schachkomponist und Jagdflieger
- 1984: Heribert Fischer-Geising, deutscher Maler und Zeichner
- 1987: Siegfried Borris, deutscher Komponist, Musikwissenschaftler und Musikpädagoge
- 1987: Didier Pironi, französischer Rennfahrer
- 1989: Ronald D. Laing, britischer Psychiater
- 1990: Omero Tognon, italienischer Fußballspieler und -trainer
- 1991: Wilhelm Hahnemann, österreichisch-deutscher Fußballspieler
- 1994: Fisher Tull, US-amerikanischer Komponist und Musikpädagoge
- 1996: Jurriaan Andriessen, niederländischer Komponist
- 1997: John Cowdery Kendrew, britischer Biochemiker und Molekularbiologe

### 21. Jahrhundert

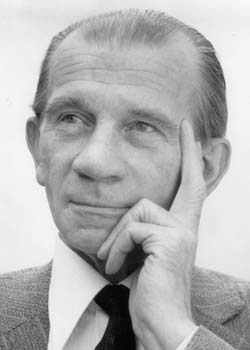
Hansjochem Autrum († 2003)

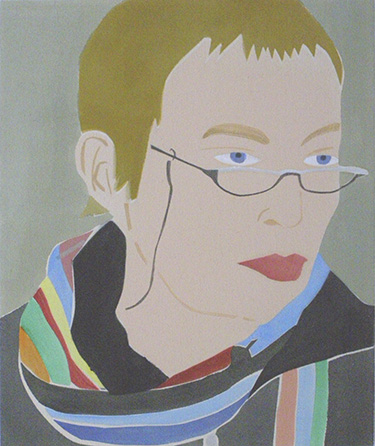
Ulrike Andresen († 2006)

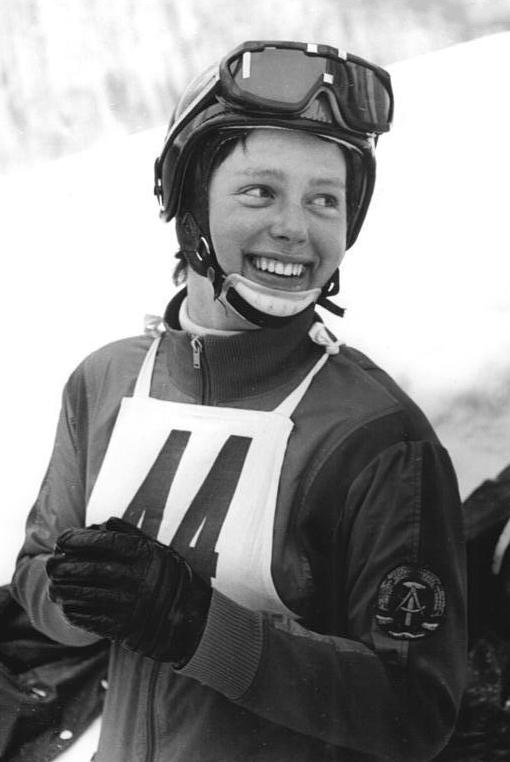
Anna-Maria Müller († 2009)

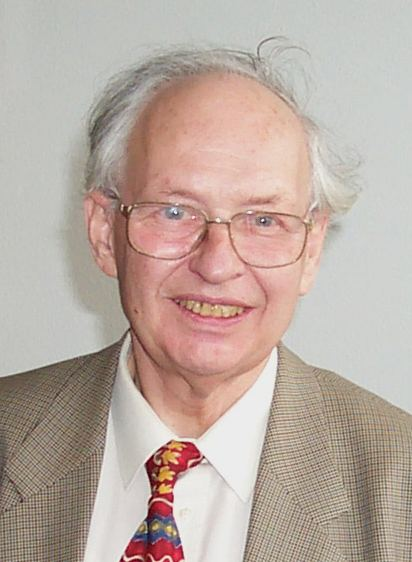
Reinhard Selten († 2016)

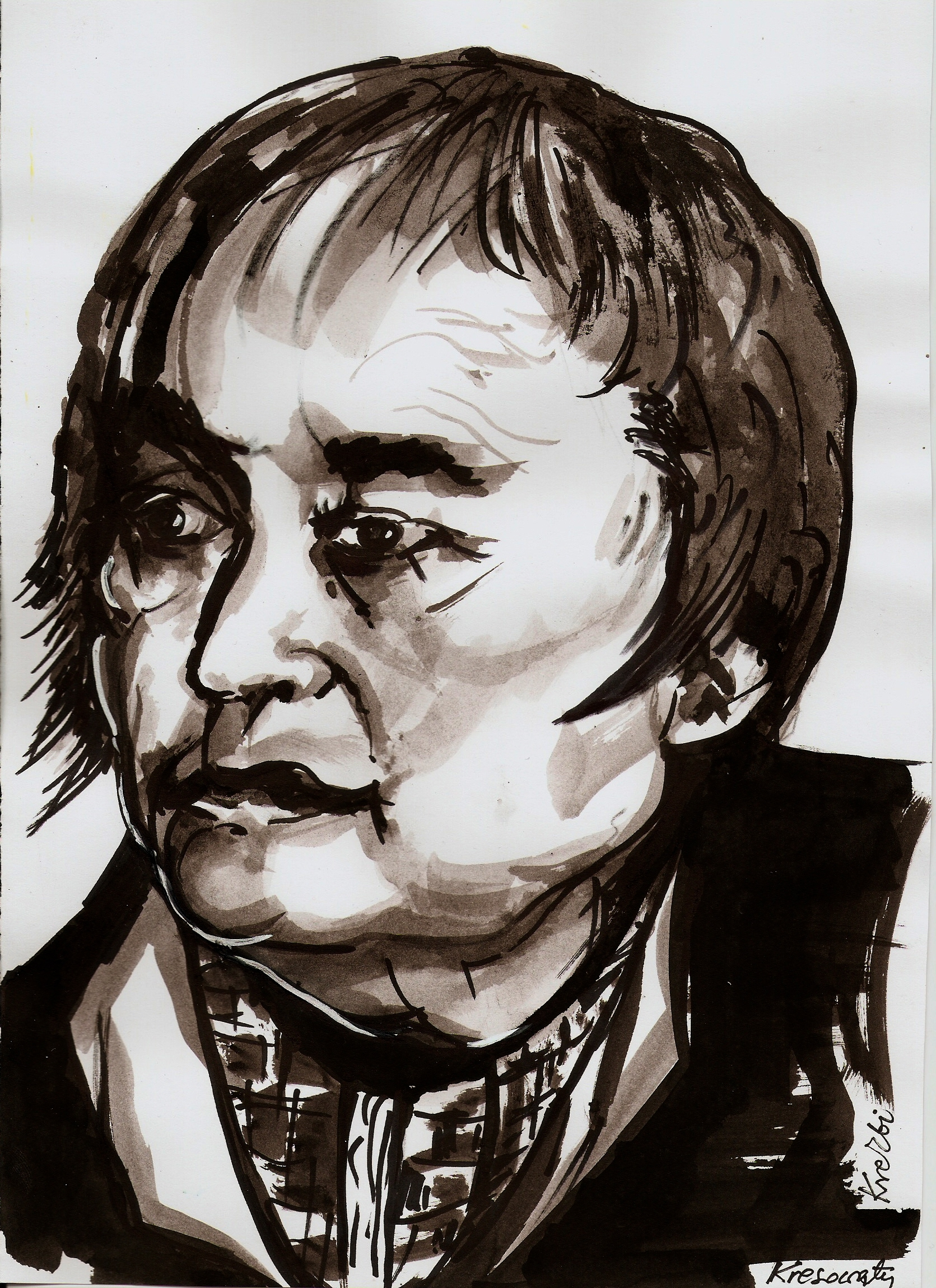
Maria Janion († 2020)

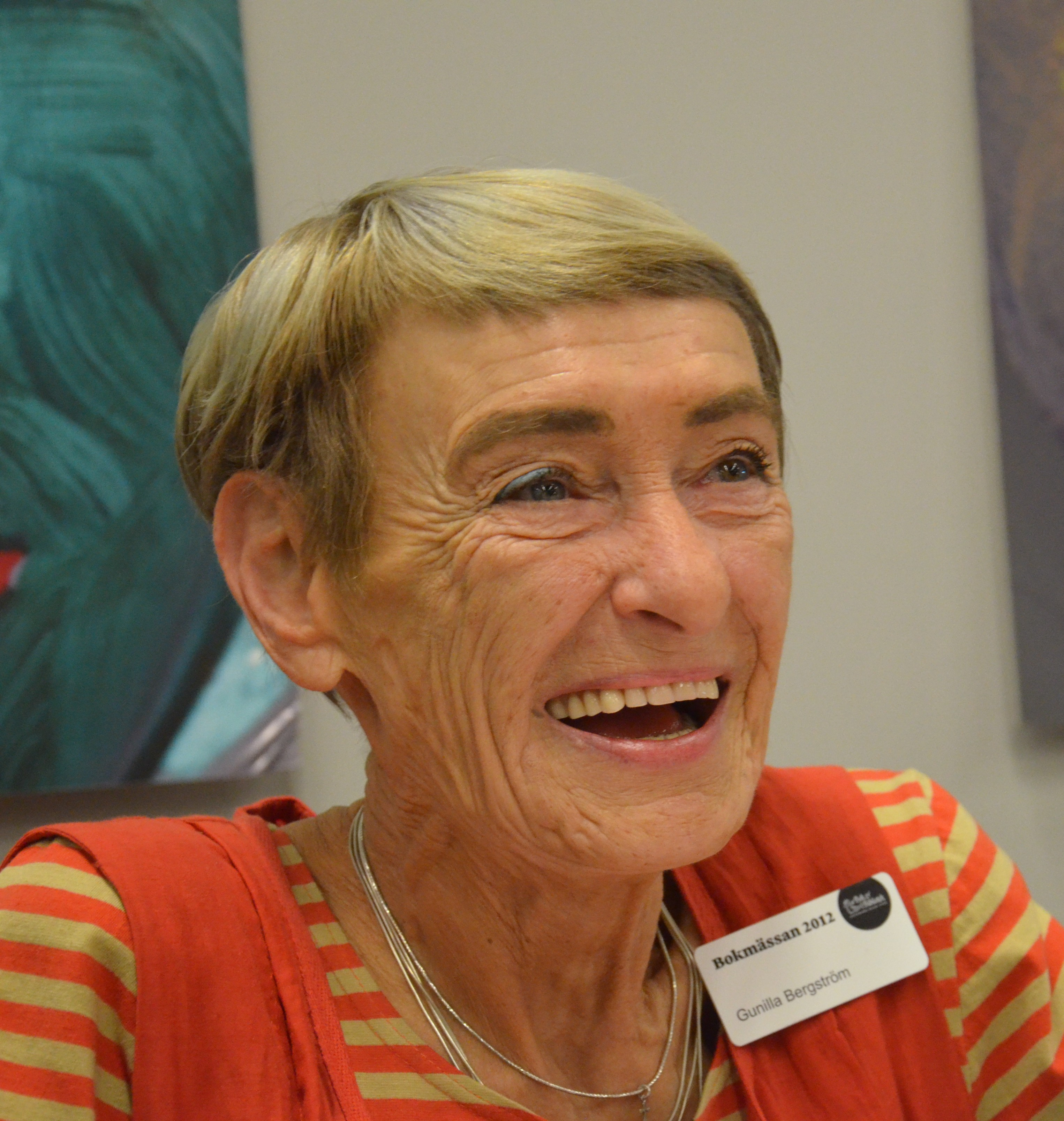
Gunilla Bergström († 2021)

- 2001: Göran Åberg, schwedischer Fußballspieler und -trainer
- 2001: Kathleen Freeman, US-amerikanische Schauspielerin
- 2003: Hansjochem Autrum, deutscher Zoologe
- 2003: Lino Borges, kubanischer Bolerosänger
- 2005: Brock Peters, US-amerikanischer Schauspieler und Sänger
- 2005: Rémy Zaugg, Schweizer Architekt
- 2006: Ulrike Andresen, deutsche Malerin und Grafikerin
- 2006: Maynard Ferguson, kanadischer Jazz-Trompeter und Flügelhornist
- 2006: Marie Tharp, US-amerikanische Geologin und Karthographin, Entdeckerin des Rift Valleys
- 2008: Arthur Tyler, US-amerikanischer Bobfahrer
- 2008: Thomas Huckle Weller, US-amerikanischer Bakteriologe, Virologe und Parasitologe
- 2009: Anna-Maria Müller, deutsche Rennrodlerin, Olympiasiegerin
- 2010: Lothar Loewe, deutscher Journalist und Rundfunkintendant
- 2013: Rudolf Bieri, Schweizer Jurist und Staatsbeamter
- 2013: David Garrick, britischer Opern- und Popsänger
- 2013: Guy Ligier, französischer Automobilrennfahrer und -konstrukteur, Unternehmer und Rennstallbesitzer
- 2013: Gilbert Taylor, britischer Kameramann
- 2014: Philippine de Rothschild-Sereys, französische Unternehmerin
- 2014: Jaume Vallcorba Plana, spanischer Philologe und Verleger
- 2015: Marliese Fuhrmann, deutsche Schriftstellerin
- 2015: Eugenio Méndez Docurro, mexikanischer Ingenieur und Politiker
- 2016: Steven Hill, US-amerikanischer Schauspieler
- 2016: Reinhard Selten, deutscher Ökonom, Nobelpreisträger
- 2017: Hans-Joachim Schulze, deutscher Aktionskünstler
- 2017: Wadym Wising, ukrainischer Mathematiker
- 2018: Grant Greenham, australischer Bogenschütze
- 2018: Dieter Thomas Heck, deutscher Moderator und Entertainer
- 2018: Hugo Jaeggi, Schweizer Fotograf
- 2018: George Walker, US-amerikanischer Komponist
- 2019: Mario Davidovsky, argentinischer Komponist
- 2019: David H. Koch, US-amerikanischer Unternehmer und Politiker
- 2019: Egon Zimmermann, österreichischer Skirennläufer und Olympiasieger
- 2020: Maria Janion, polnische Literaturwissenschaftlerin
- 2020: Lori Nelson, US-amerikanische Schauspielerin
- 2021: Gunilla Bergström, schwedische Journalistin, Autorin und Illustratorin einer Reihe von beliebten Kinderbüchern
- 2021: Jimmy Hayes, US-amerikanischer Eishockeyspieler
- 2021: Jean-Luc Nancy, französischer Philosoph
- 2021: Rosita Quintana, argentinische Schauspielerin
- 2022: Barbara Cunningham, australische Turnerin und Eisschnellläuferin
- 2023: Ingrid Olef, deutsche Politikerin
- 2023: Hersha Parady, US-amerikanische Schauspielerin
- 2023: Jewgeni Prigoschin, russischer Oligarch und Militärführer
- 2024ː Evelin Matt, deutsche Fernsehproduzentin und Drehbuchautorin, Erfinderin des Formats „Ein Kessel Buntes“
- 2024ː Catherine Ribeiro, französische Chansonsängerin

## Feier- und Gedenktage
- Kirchliche Gedenktage
  - Gaspard II. de Coligny, französischer Admiral und Märtyrer (evangelisch, siehe auch Bartholomäusnacht)
  - Hl. Kallinikos I., byzantinischer Patriarch von Konstantinopel (orthodox)
  - Hl. Rosa von Lima, peruanische Jungfrau und Mystikerin, Terziarin und Schutzpatronin (katholisch)

- Namenstage
  - Isolde, Rosa

- Gedenktage internationaler Organisationen
  - Europäischer Tag des Gedenkens an die Opfer von Stalinismus und Nationalsozialismus (Europäisches Parlament) (seit 2009)
  - Internationaler Tag zur Erinnerung an den Sklavenhandel und an seine Abschaffung (UNESCO) (seit 1998)

Weitere Einträge enthält die Liste von Gedenk- und Aktionstagen.